# Bão Surigae (2021)
Bão Surigae, (tên JTWC: 02W, tên Philippines: Bising), là một xoáy thuận nhiệt đới rất mạnh ở phía đông Philippines, trở thành cơn bão tháng 4 mạnh nhất được ghi nhận, siêu bão mạnh nhất thế giới năm 2021 và là một trong những xoáy thuận nhiệt đới dữ dội nhất được ghi nhận. Đây là áp thấp nhiệt đới thứ tư, cơn bão thứ hai, và là siêu bão đầu tiên của mùa bão Thái Bình Dương năm 2021, Surigae bắt nguồn từ một vùng áp thấp ở phía nam đảo Woleai của Micronesia, đã tổ chức thành áp thấp nhiệt đới vào ngày 12 tháng 4. Lúc 18:00 UTC ngày hôm đó, nó mạnh lên thành bão nhiệt đới và được JMA đặt tên là Surigae. Sự hình thành của mắt bão và sức gió ngày càng tăng đã khiến JMA nâng cấp nó thành một cơn bão nhiệt đới dữ dội vào ngày 13 tháng 4. Cơn bão tiếp tục mạnh dần lên, và vào cuối ngày 15 tháng 4, Surigae trở thành một cơn bão cuồng phong. Sau khi đặt tên cho Surigae, Cảnh báo đã được đưa ra đối với đảo Yap ở Liên bang Micronesia cũng như các đảo Koror và Kayangel ở Palau. Ngoài ra, các cảnh báo đã được đưa ra đối với các khu vực ven biển phía Đông của Philippines khi cơn bão tiến gần hơn đến quốc gia này.

## Cấp bão
Cấp bão Việt Nam: Cấp 17 - Siêu bão
Cấp bão Nhật Bản: 120 kt - 895 hPa - Bão cuồng phong
Cấp bão Hoa Kỳ: 165 kt - Siêu bão cuồng phong cấp 5
Cấp bão Đài Loan: 55 m/s - Bão cuồng phong
Cấp bão Hồng Kông: 240 km/h - Siêu bão
Cấp bão Trung Quốc 245 km/h (Cấp 19) - 905 hPa - Siêu bão
Cấp bão Philippines: 215 km/h - Bão cuồng phong

## Lịch sử khí tượng

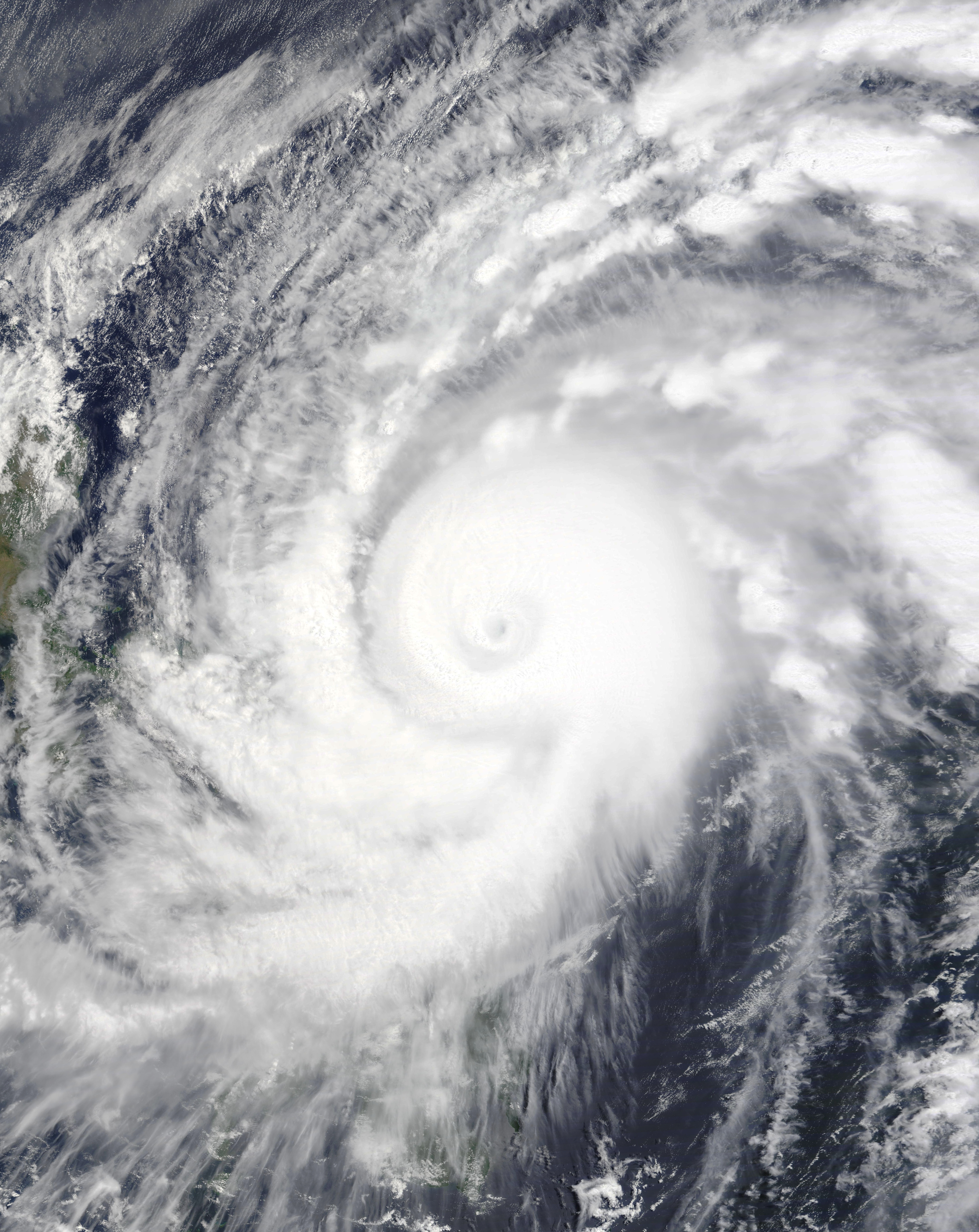
Surigae trải qua quá trình thay thế mắt vào ngày 18 tháng 4

Vào giữa tháng 4 năm 2021, một vùng đối lưu khí quyển kết hợp với một vùng áp thấp bắt đầu tồn tại cách Guam khoảng 1.150 km (710 mi) về phía nam. Đến ngày 10 tháng 4, nhiễu động đã hình thành các dải mưa sơ khai trong một môi trường có độ cắt gió thấp, nhiệt độ bề mặt biển ấm trong khoảng 28–29 °C (82–84 °F), cùng với nhiều yếu tố có lợi khác cho việc phát triển thành Áp thấp nhiệt đới. Mưa rào và dông tiếp tục xuất hiện xung quanh luồng gió nằm trong vùng nhiễu động. Cơ quan Khí tượng Nhật Bản (JMA) đánh giá sẽ hình thành áp thấp nhiệt đới gần 5°N 143°E, vào thời điểm đó, hệ thống đang còn tổ chức khá rời rạc và di chuyển chậm theo hướng Tây - Tây Bắc do chịu ảnh hưởng của Áp cao cận nhiệt. Do dự kiến sẽ đi vào vùng biển Philippines, Cơ quan Quản lý Dịch vụ Khí quyển, Địa vật lý và Thiên văn Philippines (PAGASA) cũng bắt đầu đưa ra các thông báo về áp thấp nhiệt đới vào ngày 12 tháng 4. Trung tâm Cảnh báo Bão Liên hợp (JTWC) đã ban hành Cảnh báo về sự hình thành Bão nhiệt đới vào cuối ngày hôm đó, dự báo khả năng cao là một xoáy thuận nhiệt đới xuất hiện, cơ quan này cũng đánh giá nhiễu động là áp thấp nhiệt đới vào ngày 13 tháng 4. Một dải mưa mạnh dọc theo sườn phía bắc của áp thấp nhiệt đới trở nên nổi bật và ngày càng có tổ chức xung quanh trung tâm. Vào lúc 18:00 UTC cùng ngày, JMA đã nâng cấp hệ thống lên thành bão nhiệt đới và đặt tên là Surigae. Surigae cũng được JTWC nâng cấp thành bão nhiệt đới vào sáng sớm ngày 14 tháng 4, với lý do môi trường thuận lợi cho sự phát triển ở Biển Philippines. Cơn bão tiếp tục di chuyển chậm - đôi khi gần như đứng yên vào ngày 14 tháng 4 - và mạnh dần lên. Hoạt động đối lưu của nó ban đầu bị lệch về phía tây của trung tâm, mặc dù các dải mưa bổ sung và sự phát triển của giông bão nhưng nó đã che khuất vùng xoáy trung tâm. Vào ngày 15 tháng 4, JMA đã nâng cấp Surigae thành một cơn bão nhiệt đới dữ dội. Một con mắt hình thành đã trở nên rõ ràng trên hình ảnh vệ tinh của Surigae vào cuối ngày hôm đó. Surigae đã mạnh lên thành bão cuồng phong vào ngày 16 tháng 4, khiến nó trở thành cơn bão cuồng phong đầu tiên của năm 2021. Hoạt động đối lưu của bão đã trở nên rất xoắn quanh trung tâm của nó, cho thấy sự phát triển vẫn tiếp tục. Vào ngày 16 tháng 4 lúc 03:00 UTC, PAGASA đã đặt tên địa phương cho nó là Bising khi nó đi vào Khu vực trách nhiệm của Philippines. Mắt bão trở nên rõ ràng ở trung tâm, trước một giai đoạn mạnh lên nhanh chóng khi cơn bão di chuyển theo hướng tây-tây bắc qua môi trường thuận lợi. Vùng mây dày đặc xung quanh Mắt bão của Surigae trở nên lạnh hơn và có tổ chức tốt hơn, gồm các đỉnh mây rất lạnh bao quanh mắt có đường kính lên đến 26 km (16 mi). Đồng thời, một rãnh tiếp cận tạo ra một khoảng trống của áp cao cận nhiệt đới đã khiến Surigae từ từ cong về phía tây bắc. Vào ngày 17 tháng 4, JMA xác định rằng áp suất khí quyển của Surigae đã giảm xuống 905 hPa  (26,72 inHg), khiến nó trở thành cơn bão mạnh nhất tháng 4 từng được ghi nhận (Trước đây là bão Bão Maysak (2015)). Sức gió duy trì tối đa trong mười phút của nó đạt 205 km/h (125 mph)) theo JMA, trong khi sức gió duy trì tối đa trong một phút đạt 285 km/h (180 mph) theo JTWC, tương đương với Cấp 5 trên Thang bão Saffir–Simpson. Vào sáng ngày 18 tháng 4 sau khi đạt đỉnh, Surigae bắt đầu suy yếu dần và ở Cấp 4 trên Thang bão Saffir–Simpson.
| Thứ tự | Bão                          | Áp suất thấp nhất    |
| ------ | ---------------------------- | -------------------- |
| 1      | Surigae (2021)               | 895 hPa (26.43 inHg) |
| 2      | Maysak (2015)                | 910 hPa (26.87 inHg) |
| 3      | Andy (1989)                  | 920 hPa (27.16 inHg) |
| 4      | Violet (1967), Kujira (2003) | 930 hPa (27.46 inHg) |
| 5      | Jean (1968), Sonca (2005)    | 935 hPa (27.61 inHg) |

## Chuẩn bị và tác động
Indonesia 

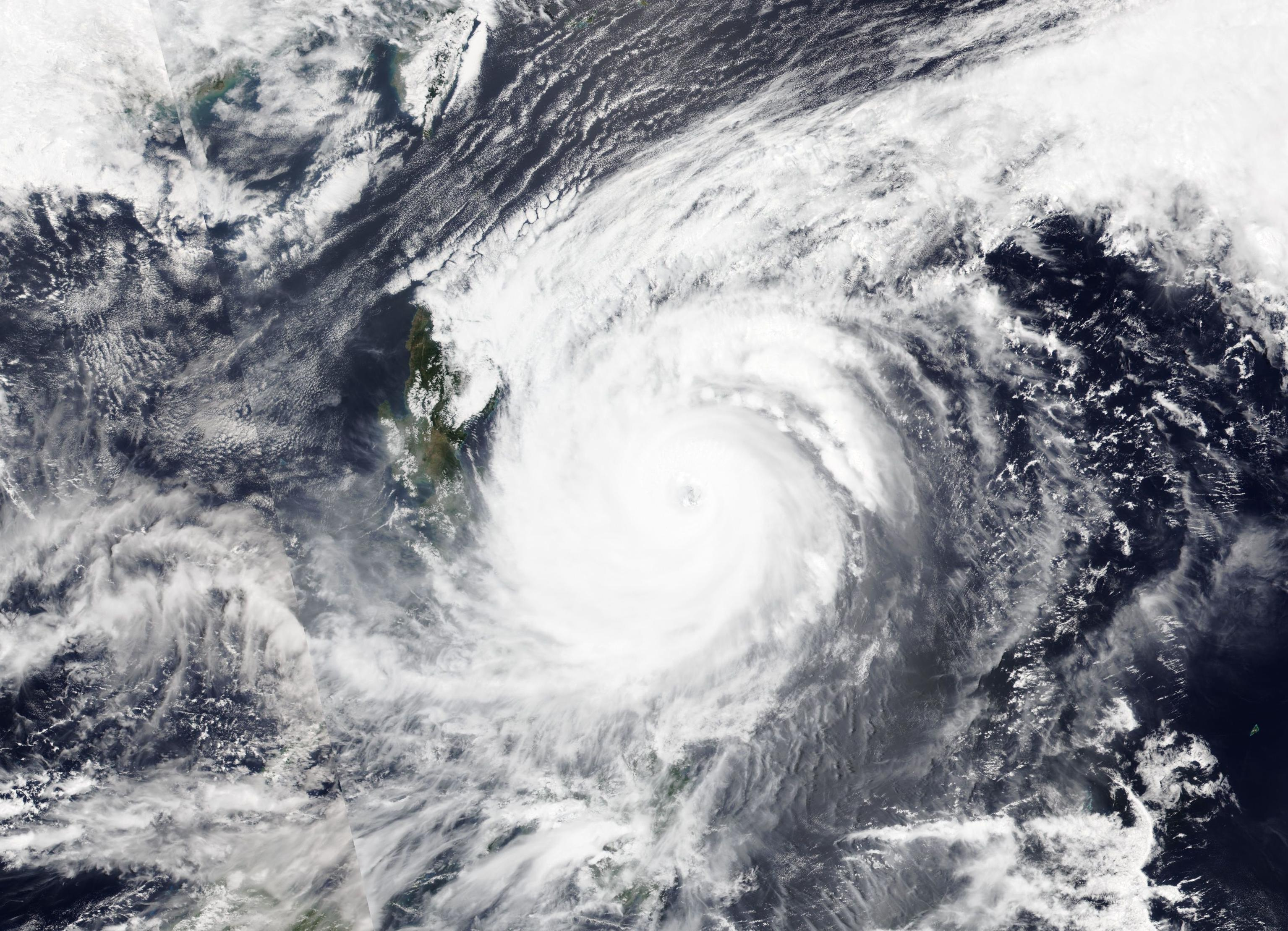
Surigae khi hoàn tất quá trình thay thế mắt vào ngày 19 tháng 4

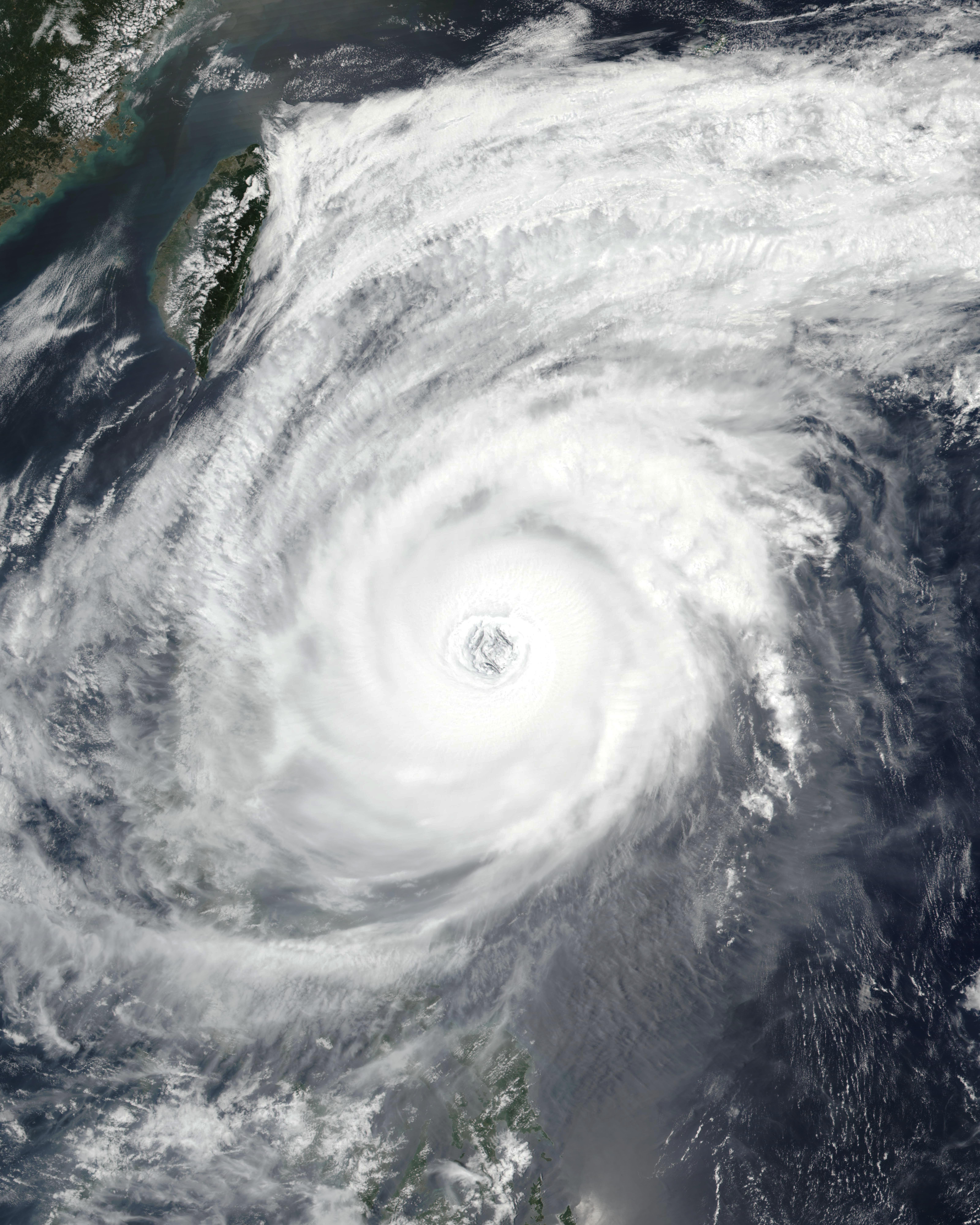
Bão vào ngày 21 tháng 4

Ảnh hưởng của Surigae đã gây ra gió giật ở Bắc Sulawesi với sức gió 37 km/h (23 mph). Những con sóng cao từ 3-6m (13,1-19,8 feet) đã ảnh hưởng đến vùng biển ven biển của đảo Sitaro, đảo Sangihe, đảo Talaud và phía bắc Biển Molucca.
Micronesia và Palau
Do sự đe dọa của cơn bão, Cảnh báo Bão nhiệt đới đã được ban hành cho đảo Yap và đảo san hô Ngulu vào ngày 14 tháng 4, Sức gió vượt quá 48 km/h (30 mph). Lượng mưa lớn đã xảy ra ở các vùng của Palau và Yap trong vài ngày qua. Surigae mang theo gió giật từ 80 km/h (50 mph) đến 90 km/h (55 mph) đến Palau, gây mất điện trên toàn bộ đảo. Trong khi cơn bão đang phát triển, các đợt lũ lớn đã xuất hiện và hướng về ven biển ở Koror và Yap. Cư dân ở những khu vực đó được khuyến cáo nên tránh các đường rạn san hô ở phía bắc và phía tây, và cẩn thận trên các bãi biển do gió mạnh và sóng lớn.
 Philippines 
- Khi Surigae tiến vào Khu vực Trách nhiệm của Philippines, PAGASA bắt đầu phát các bản tin thời tiết về cơn bão. Các dự báo ban đầu của cơ quan này cho rằng cơn bão ít có khả năng đổ bộ vào Luzon, và dự kiến cơn bão sẽ chuyển hướng đi ra khỏi Philippines. Vào ngày 16 tháng 4, Bộ Giao thông vận tải Philippines đã tạm dừng tất cả các chuyến đi bằng đường không và đường bộ đến và đi từ Visayas và Mindanao, theo yêu cầu của Văn phòng Phòng vệ dân sự, khi Surigae đến gần. Dự báo chiều cao sóng lên tới 4,5 m (14,7 ft) đã được đưa ra gần các bờ biển phía đông của Visayas và Mindanao. Để tránh thiệt hại về nông nghiệp, Bộ trưởng Bộ Nông nghiệp William Dar đã khuyến khích nông dân ở các vùng Bicol và Đông Visayas thu hoạch mùa màng và cho ngư dân "hạn chế đánh bắt cá vì điều kiện có thể xấu đi". Vào lúc 15:00 UTC (23:00 PHT), PAGASA bắt đầu phát đi Tín hiệu cảnh báo gió mạnh số 1 cho các khu vực ở Đông Visayas và Khu vực Caraga và một phần của Luzon sáu giờ sau đó.
- Vào ngày 17 tháng 4, Tín hiệu cảnh báo gió mạnh số 2 cho các khu vực Catanduanes và toàn bộ đảo Samar. Các cảnh báo về lũ lụt cũng được PAGASA đưa ra cho ba khu vực ở Visayas và Mindanao. Để chuẩn bị cho những cơn mưa dữ dội, Ủy ban Viễn thông Quốc gia đã ra lệnh cho các công ty viễn thông chuẩn bị cơ sở vật chất tại các khu vực được dự báo bị ảnh hưởng, bao gồm các trạm sạc và gọi điện miễn phí. Sau khi ban hành tạm dừng du lịch, có 632 du khách và 8 tàu thuyền đã bị mắc kẹt tại các cảng ở ba tỉnh. Ngay từ ngày 17 tháng 4, một cuộc sơ tán đã bắt đầu ở Vùng Bicol và tỉnh Samar.

## Hình ảnh

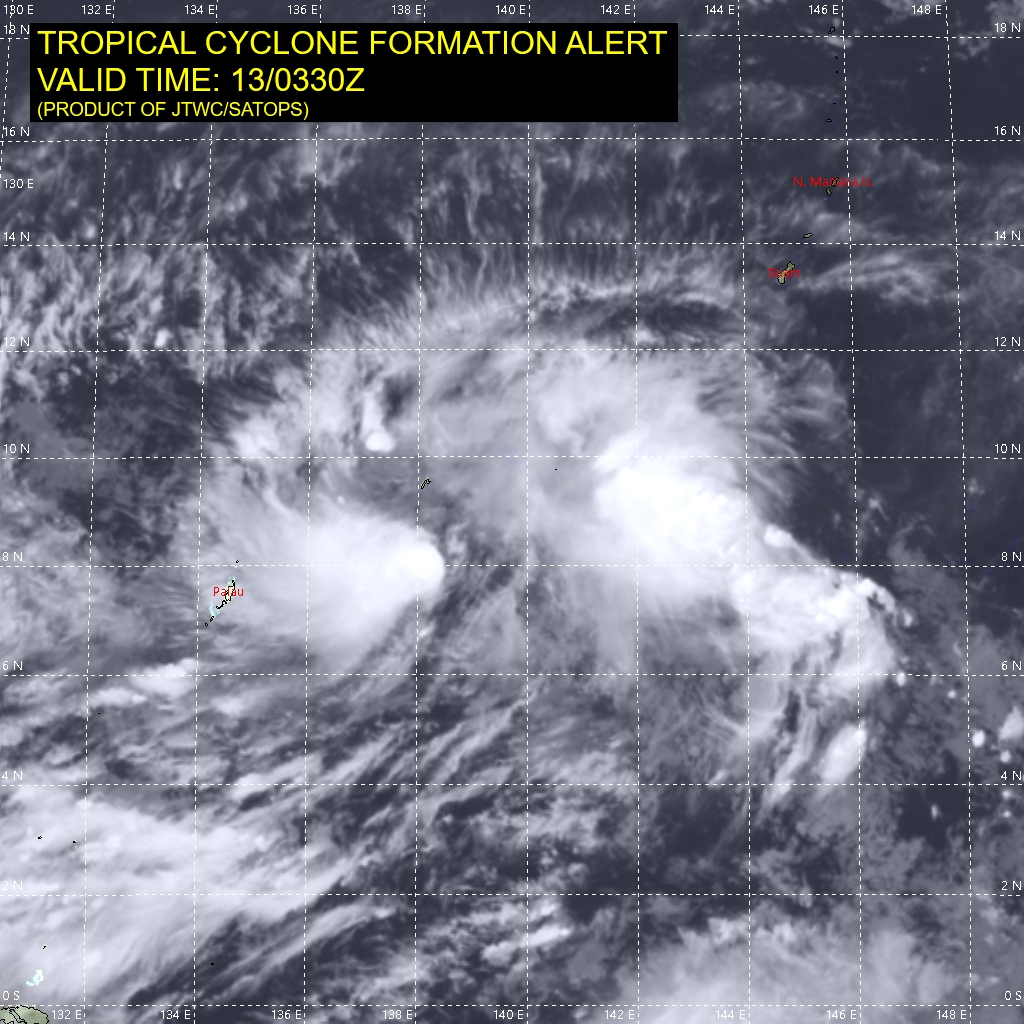
Ngày 12 tháng 4

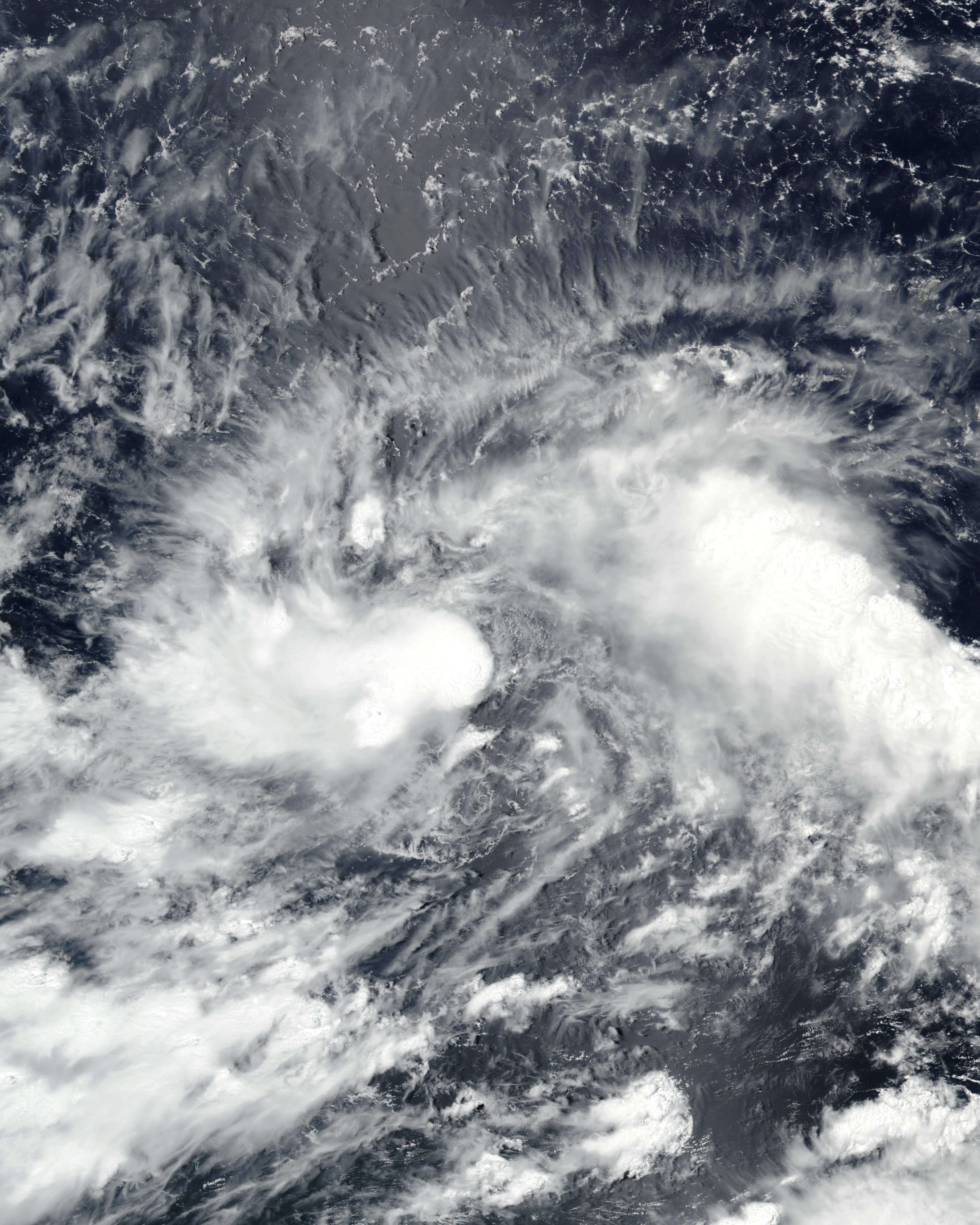
Ngày 13 tháng 4

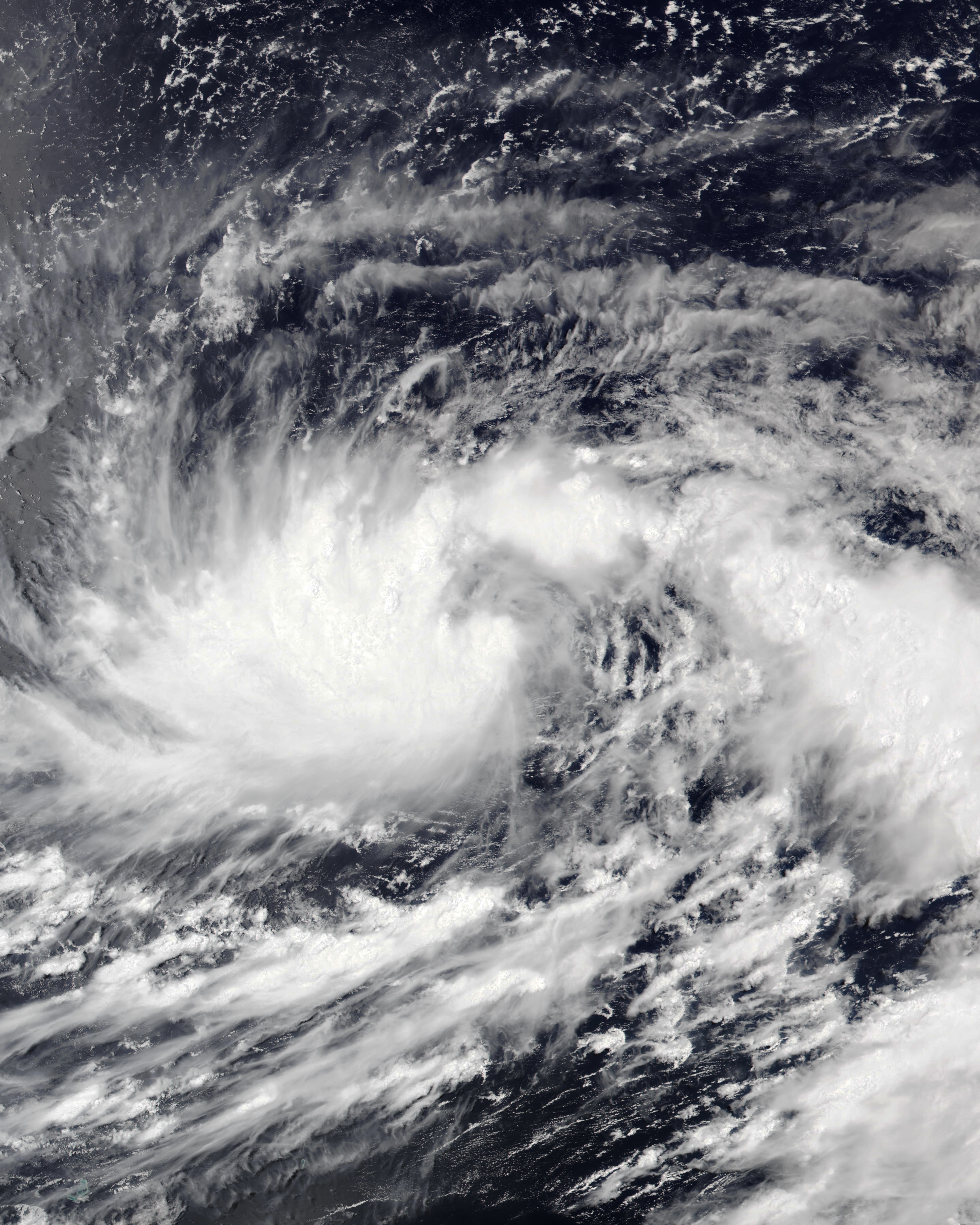
Ngày 14 tháng 4

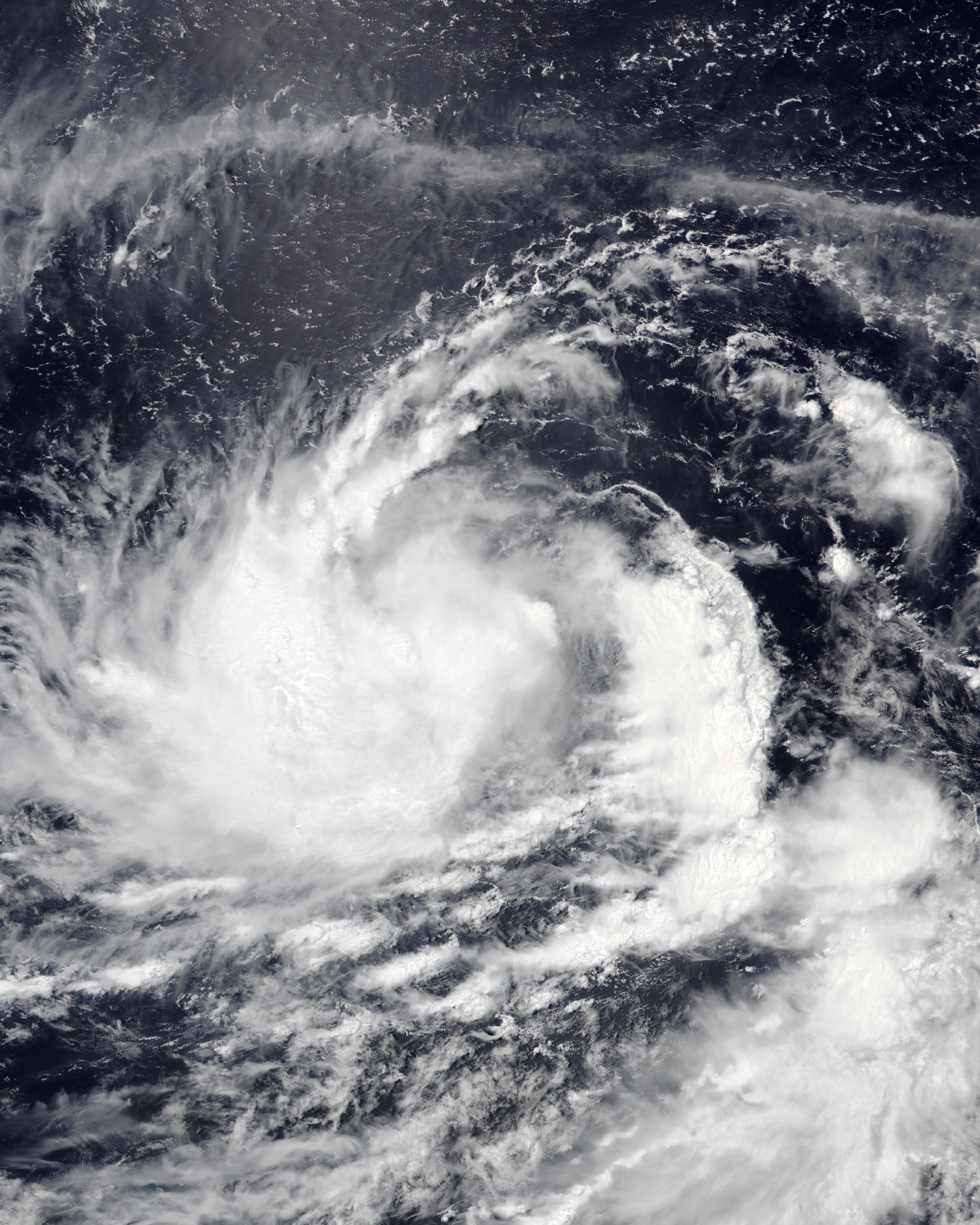
Ngày 15 tháng 4

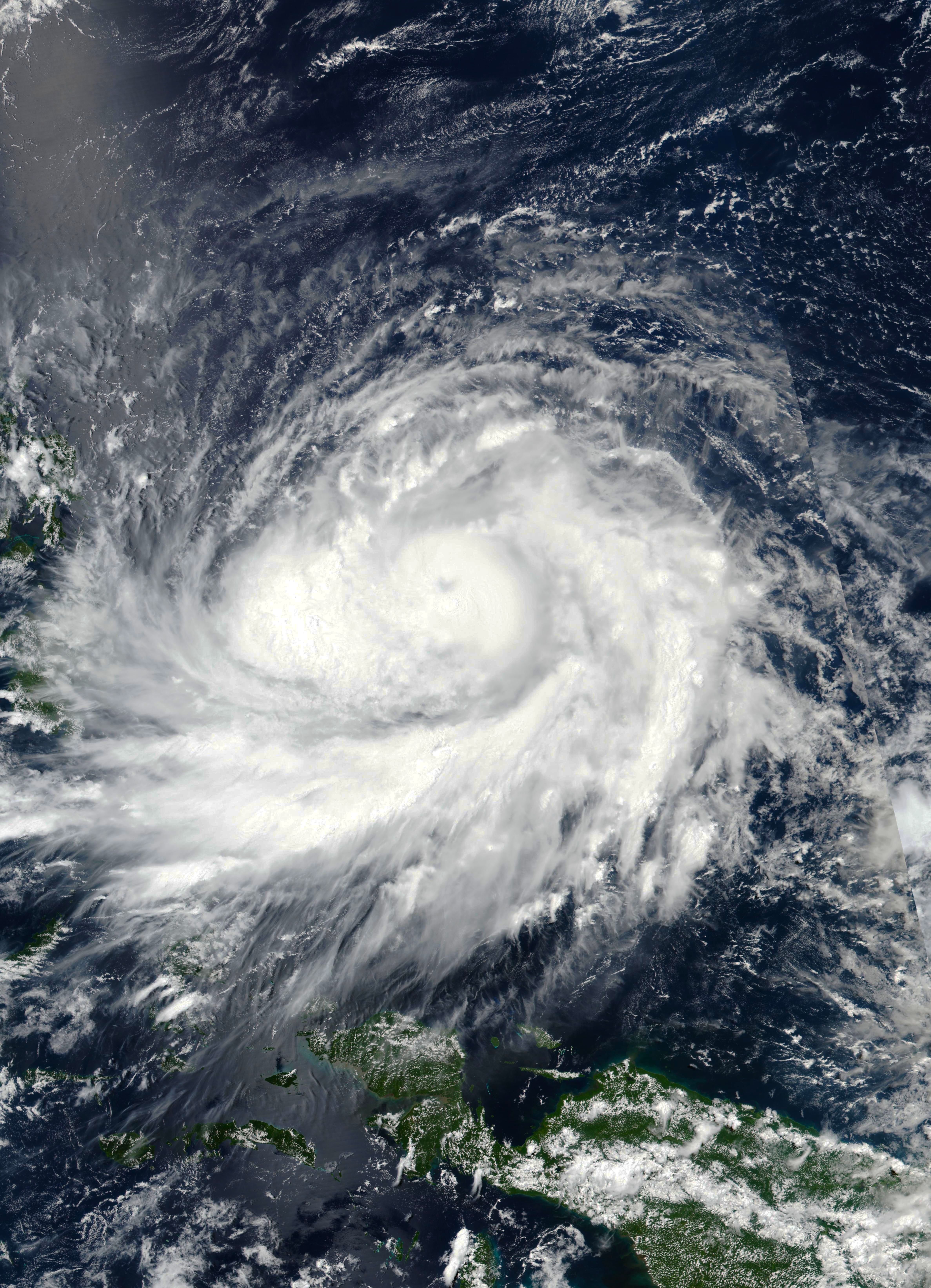
Ngày 16 tháng 4

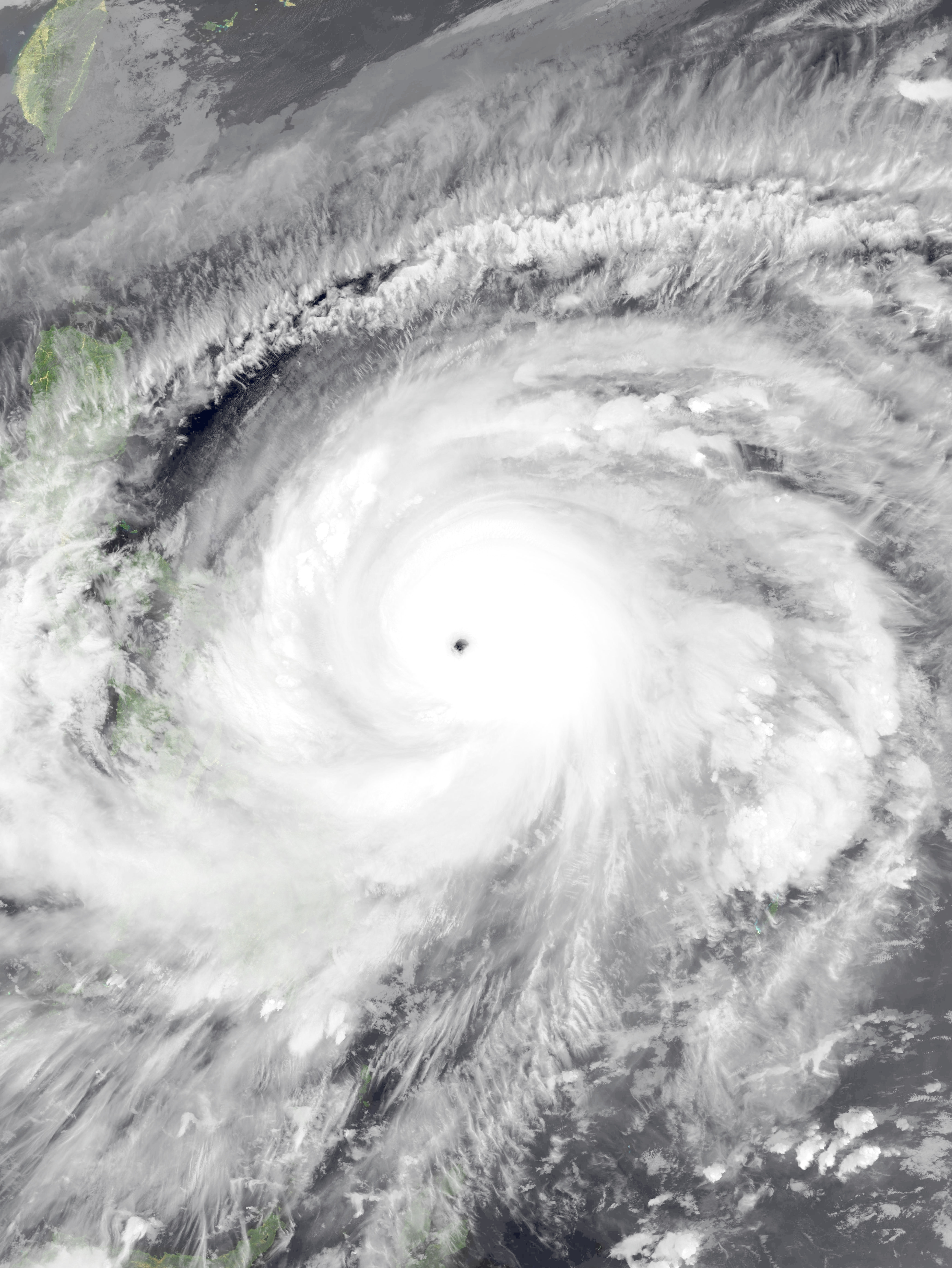
Ngày 17 tháng 4

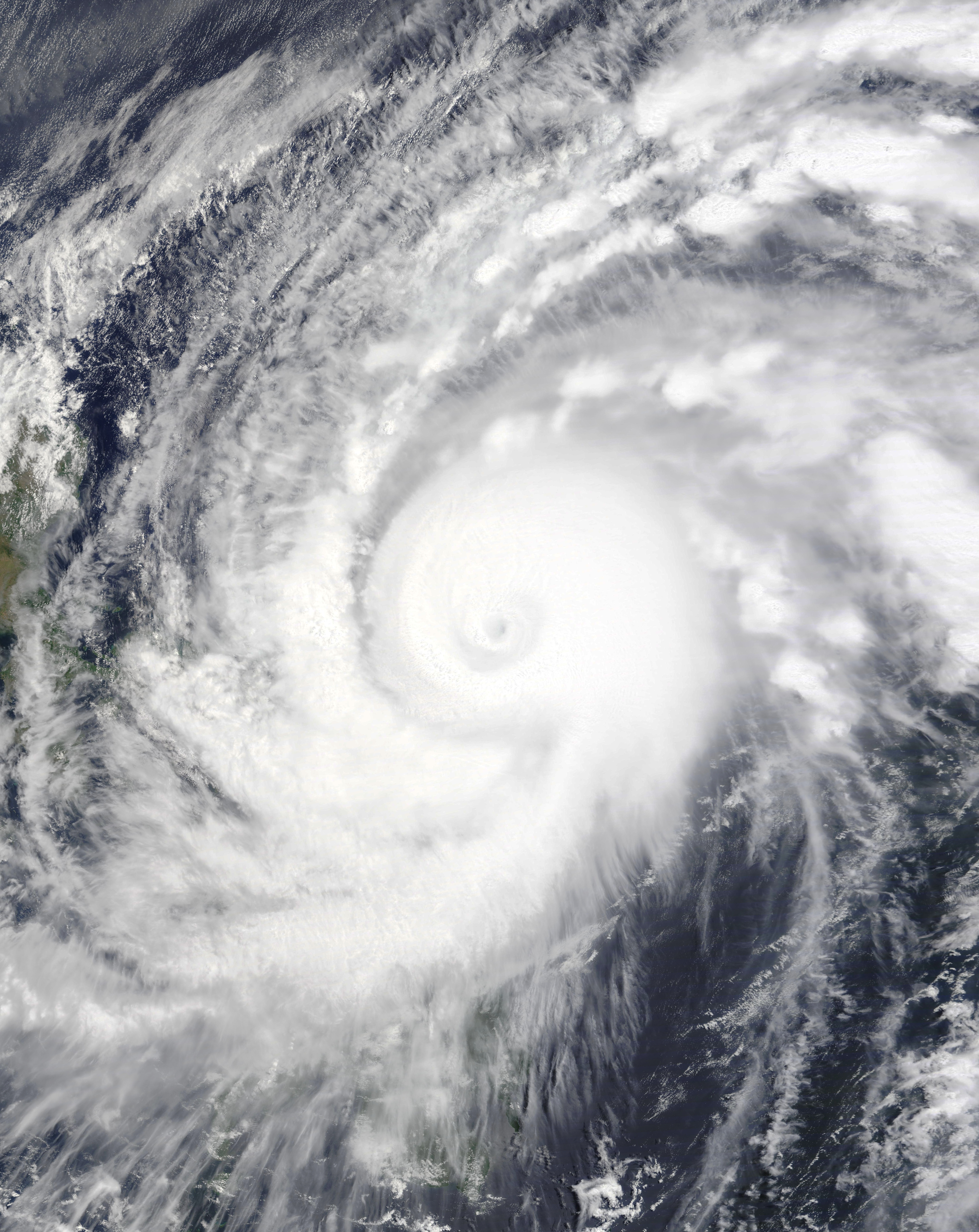
Ngày 18 tháng 4

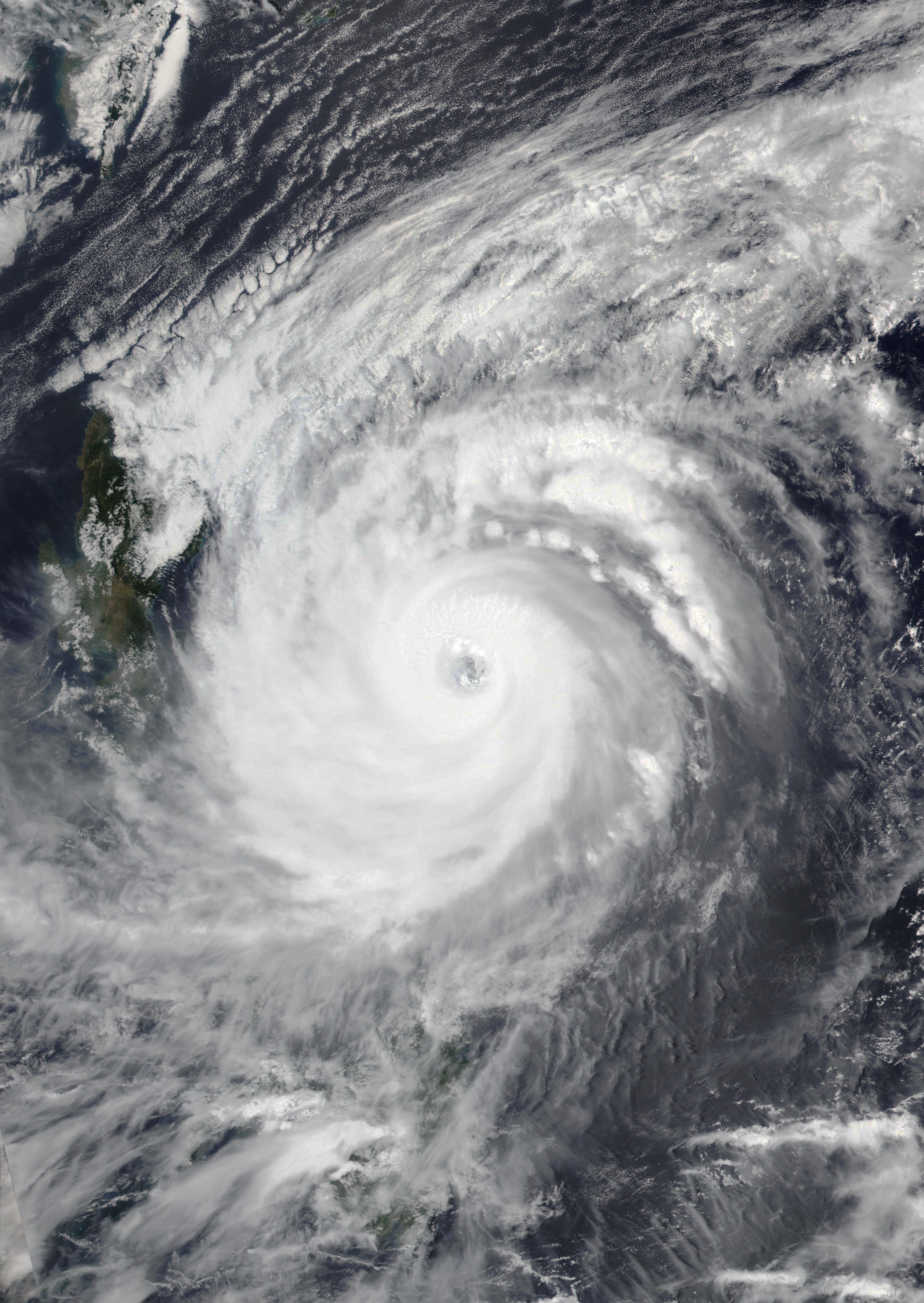
Ngày 19 tháng 4

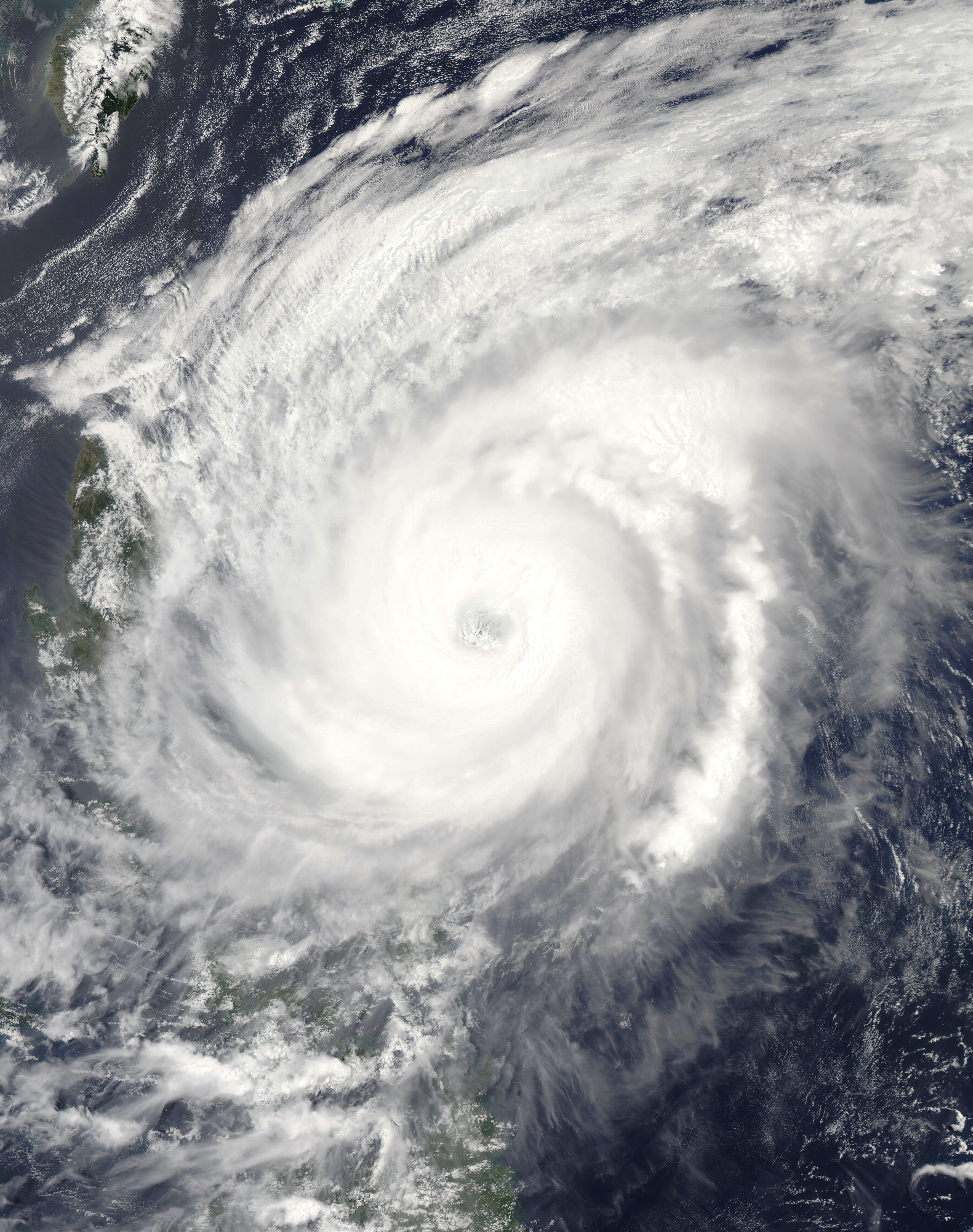
Ngày 20 tháng 4

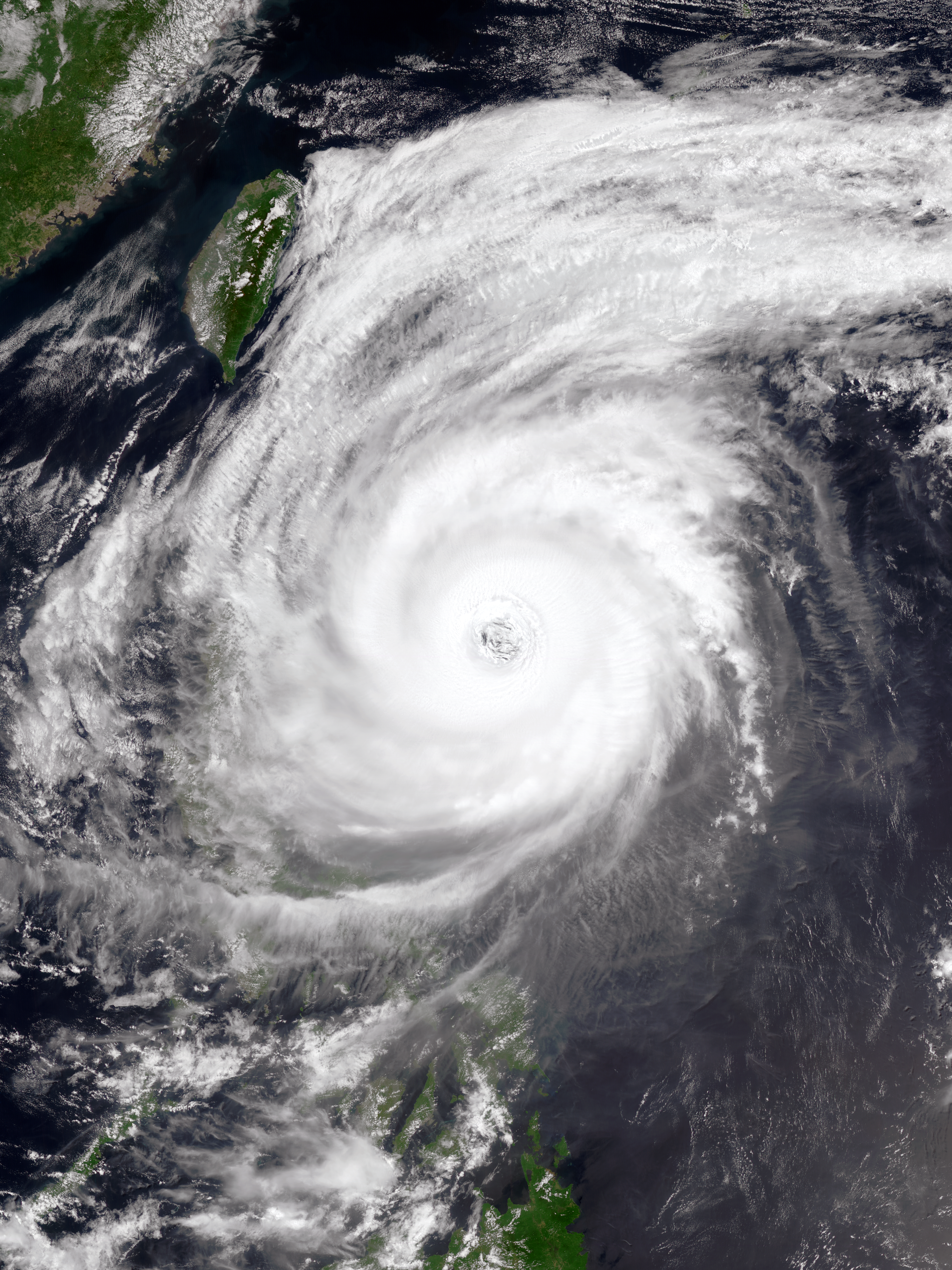
Ngày 21 tháng 4

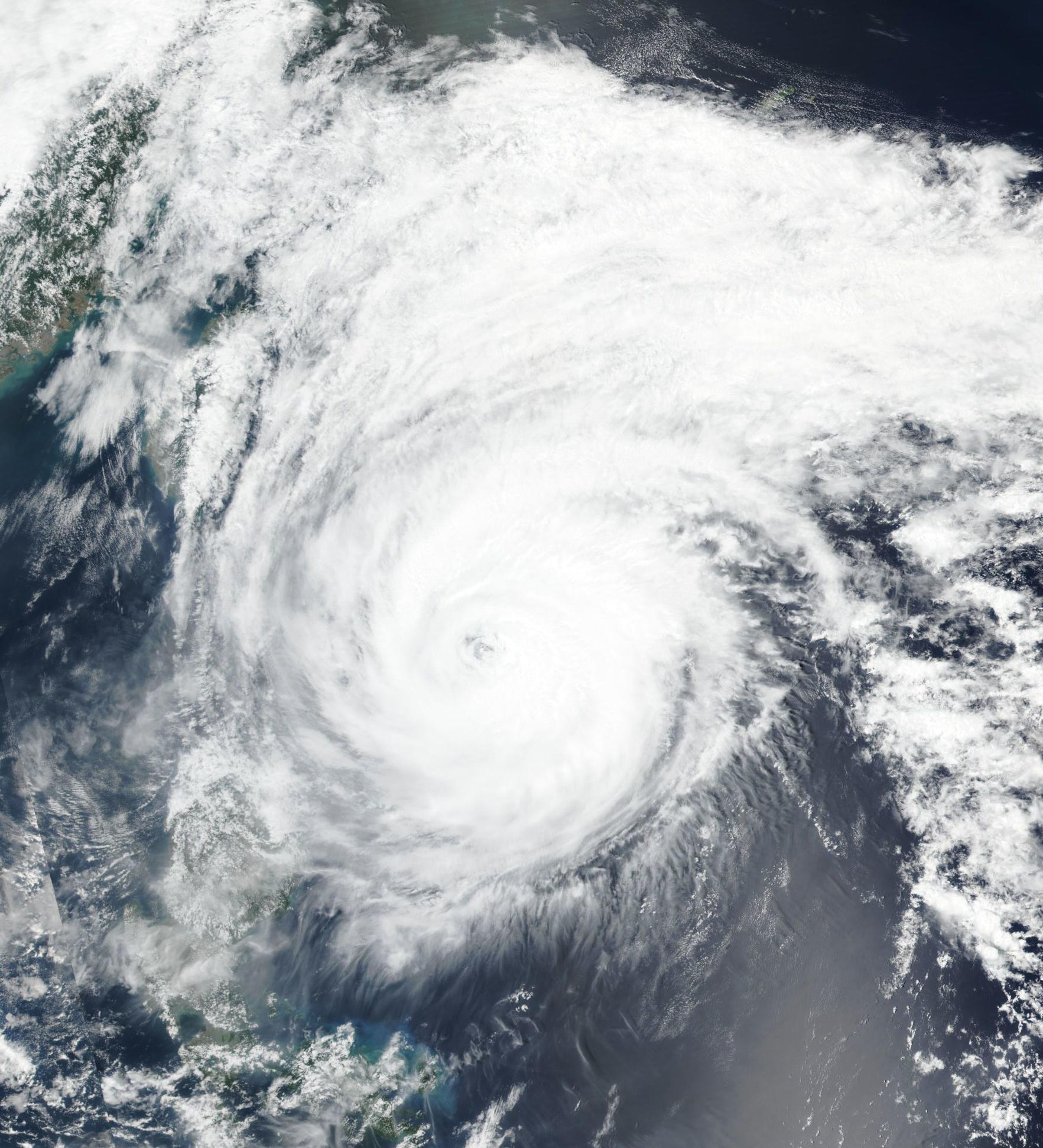
Ngày 22 tháng 4

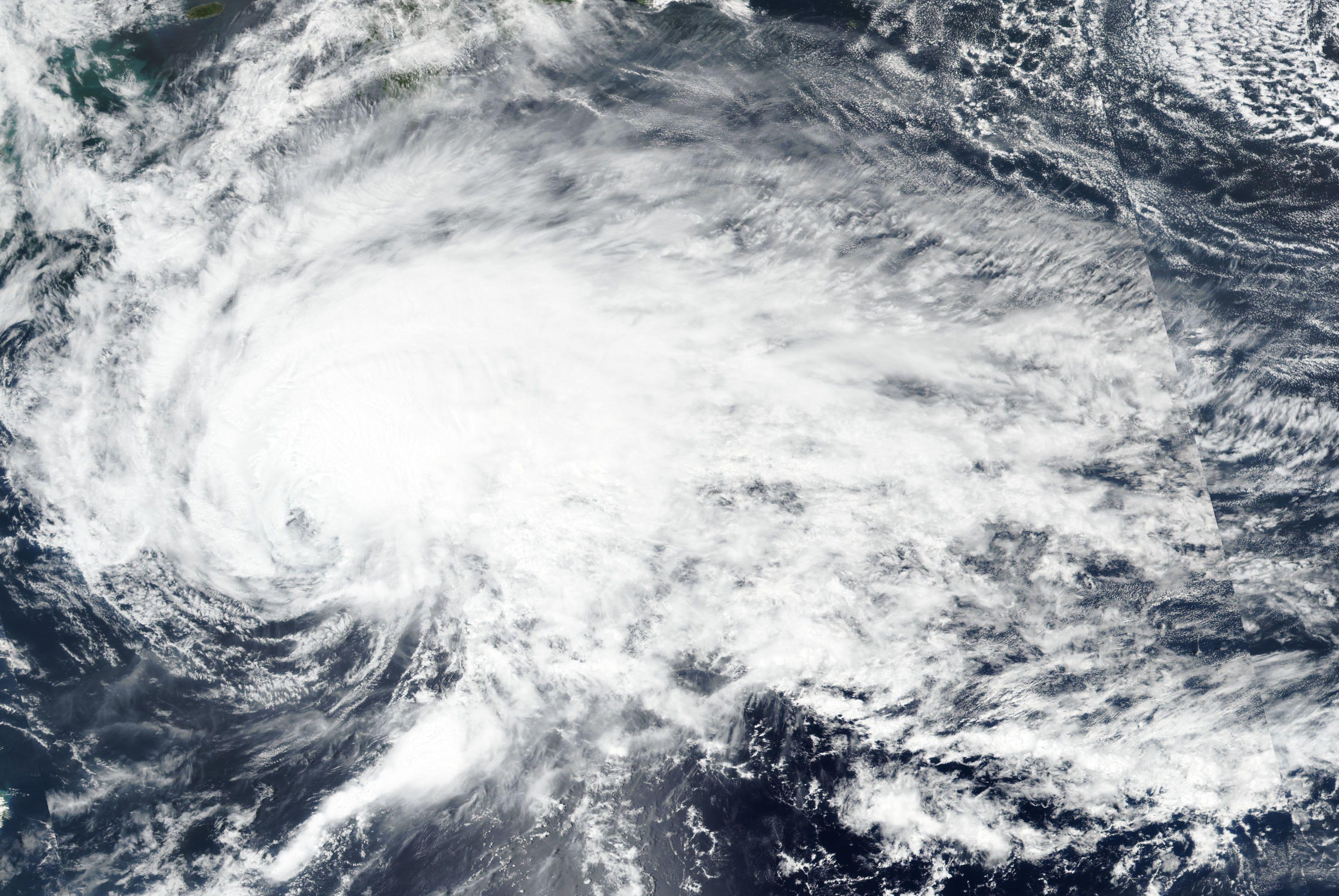
Ngày 23 tháng 4

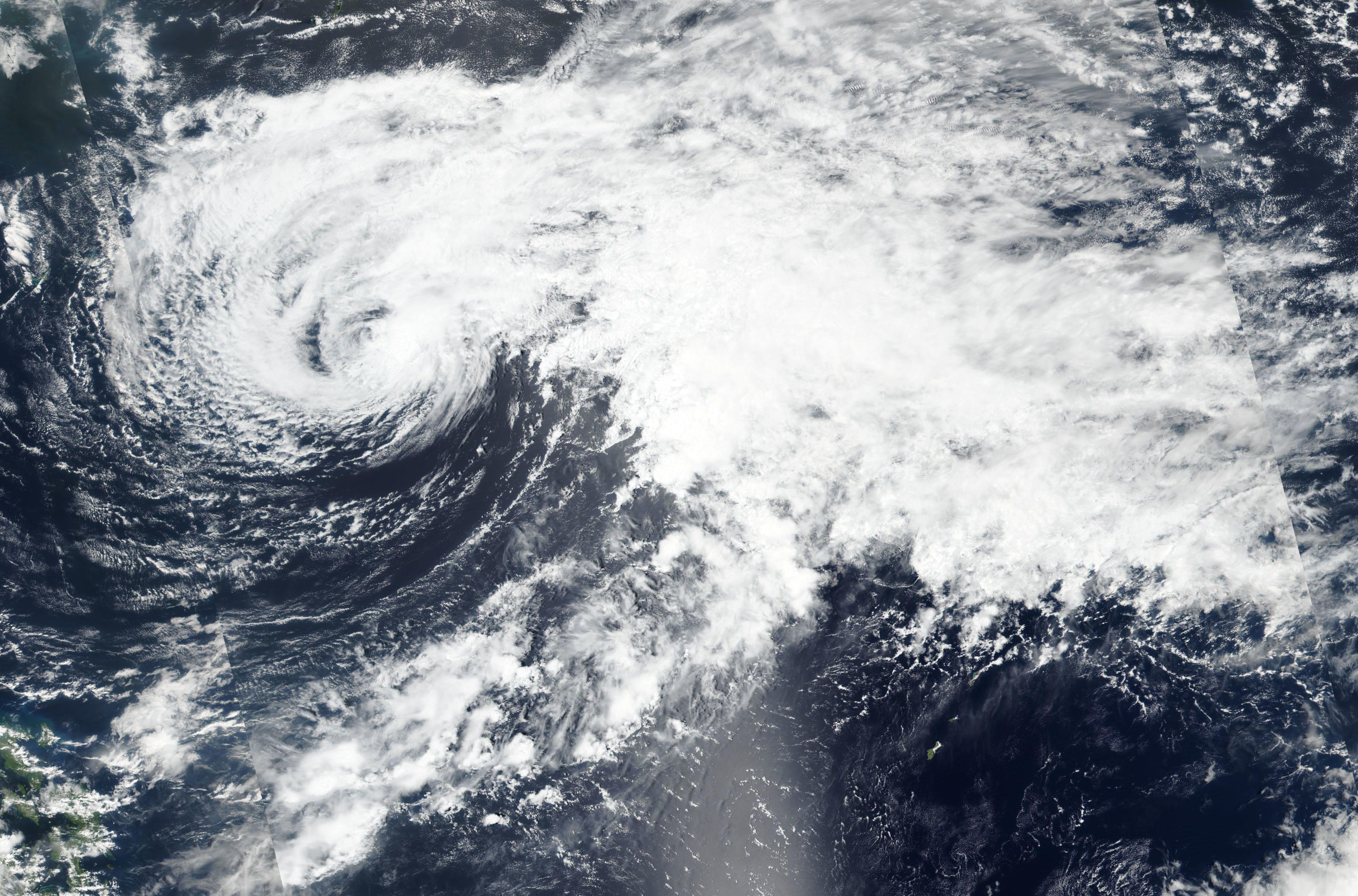
Ngày 24 tháng 4

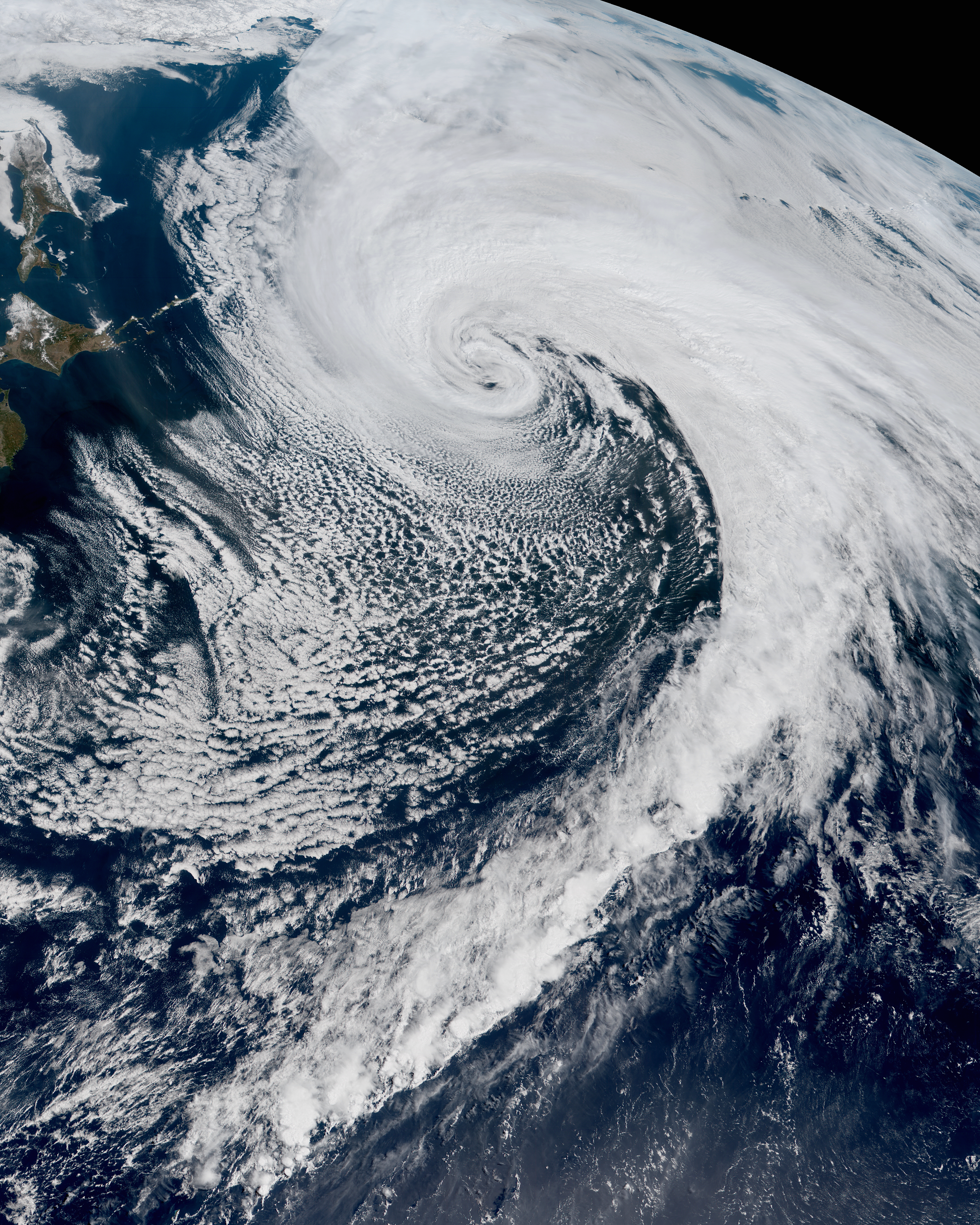
Ngày 27 tháng 4

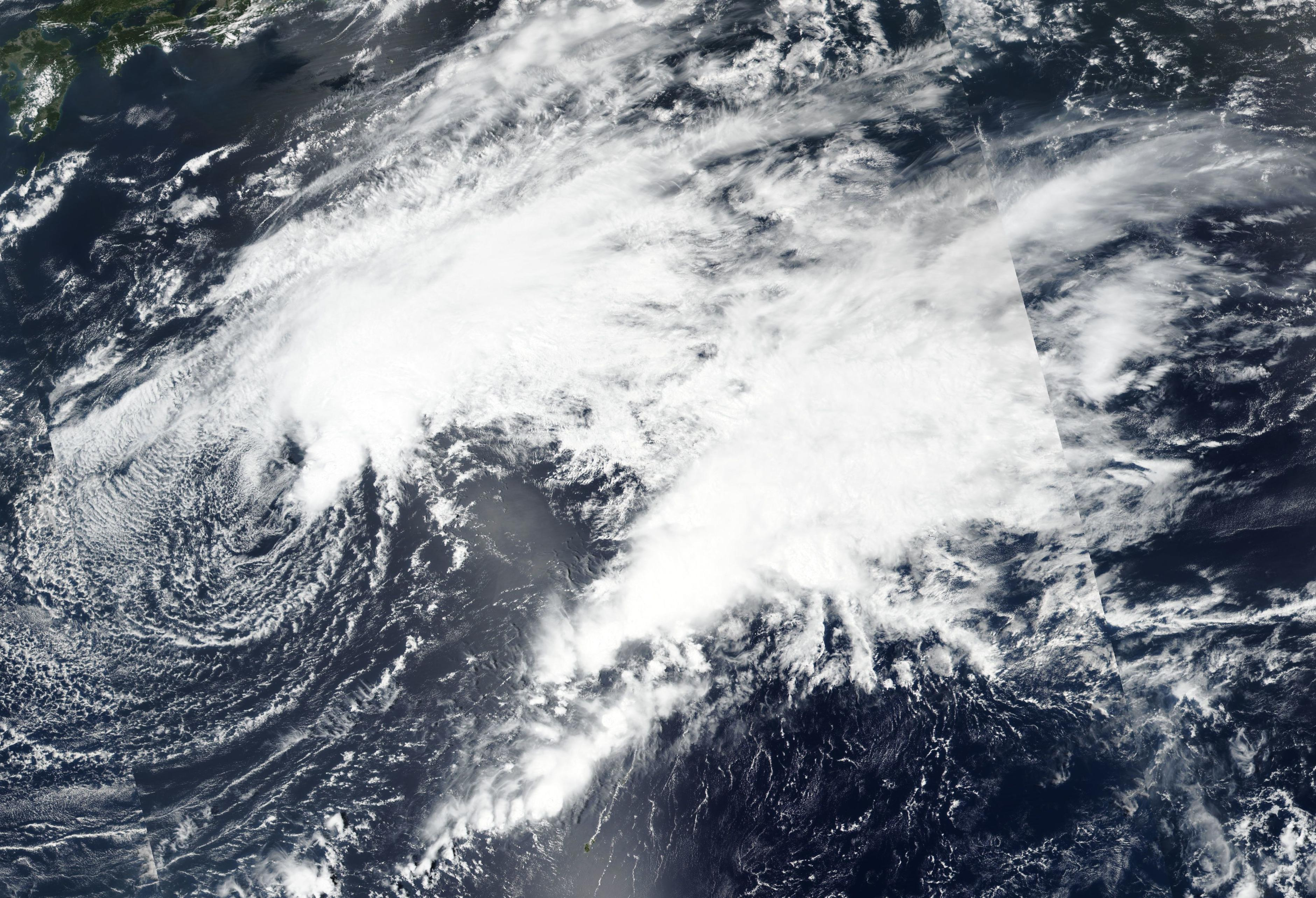
Ngày 29 tháng 4

#### Sáng

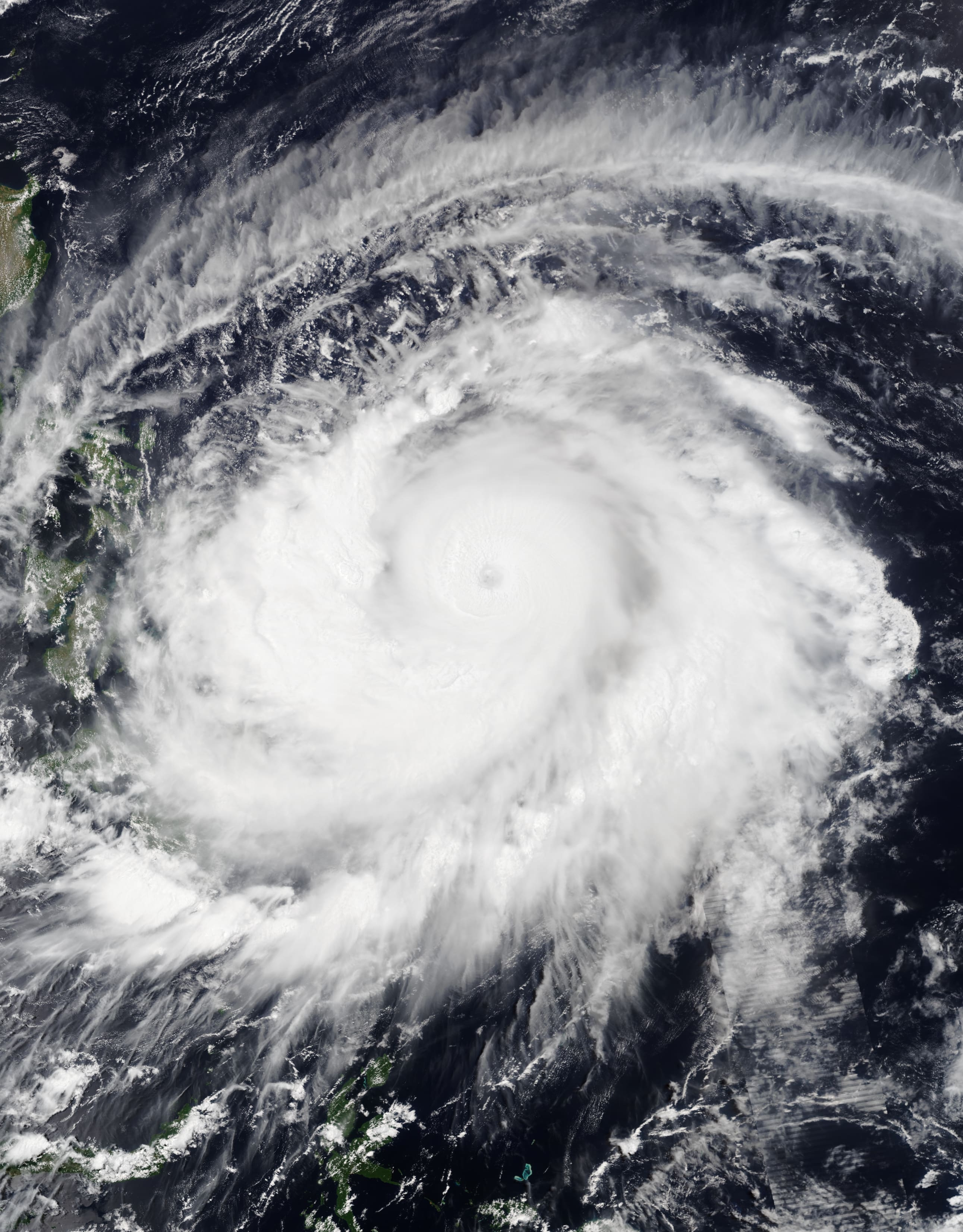
04:18

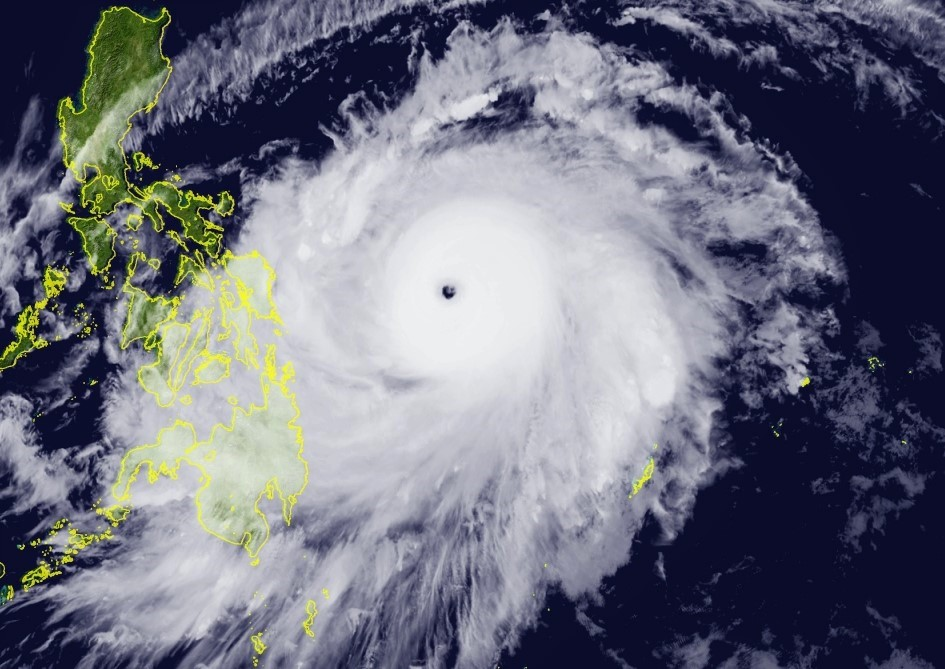
04:30 (Được làm nổi bật)

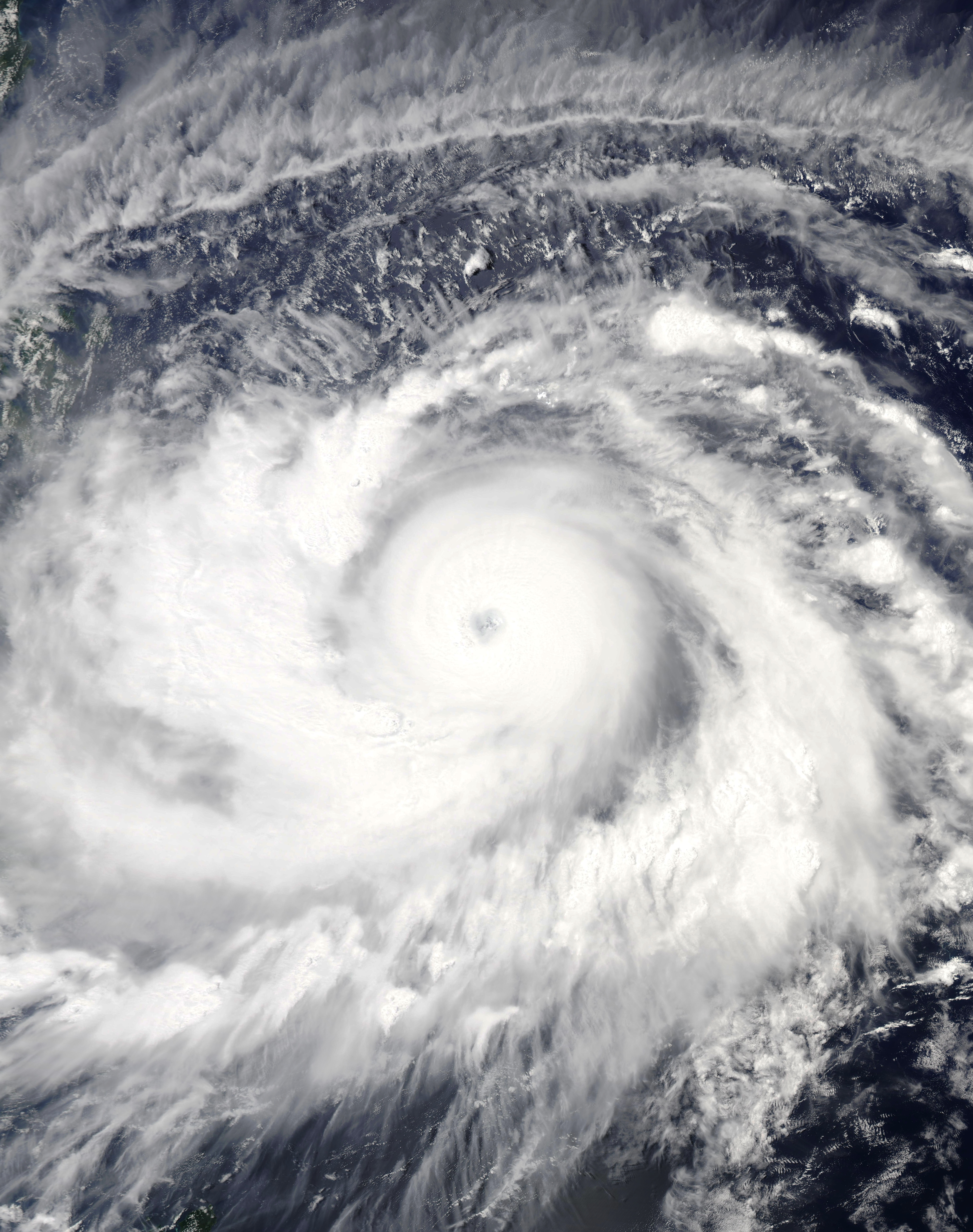
04:35

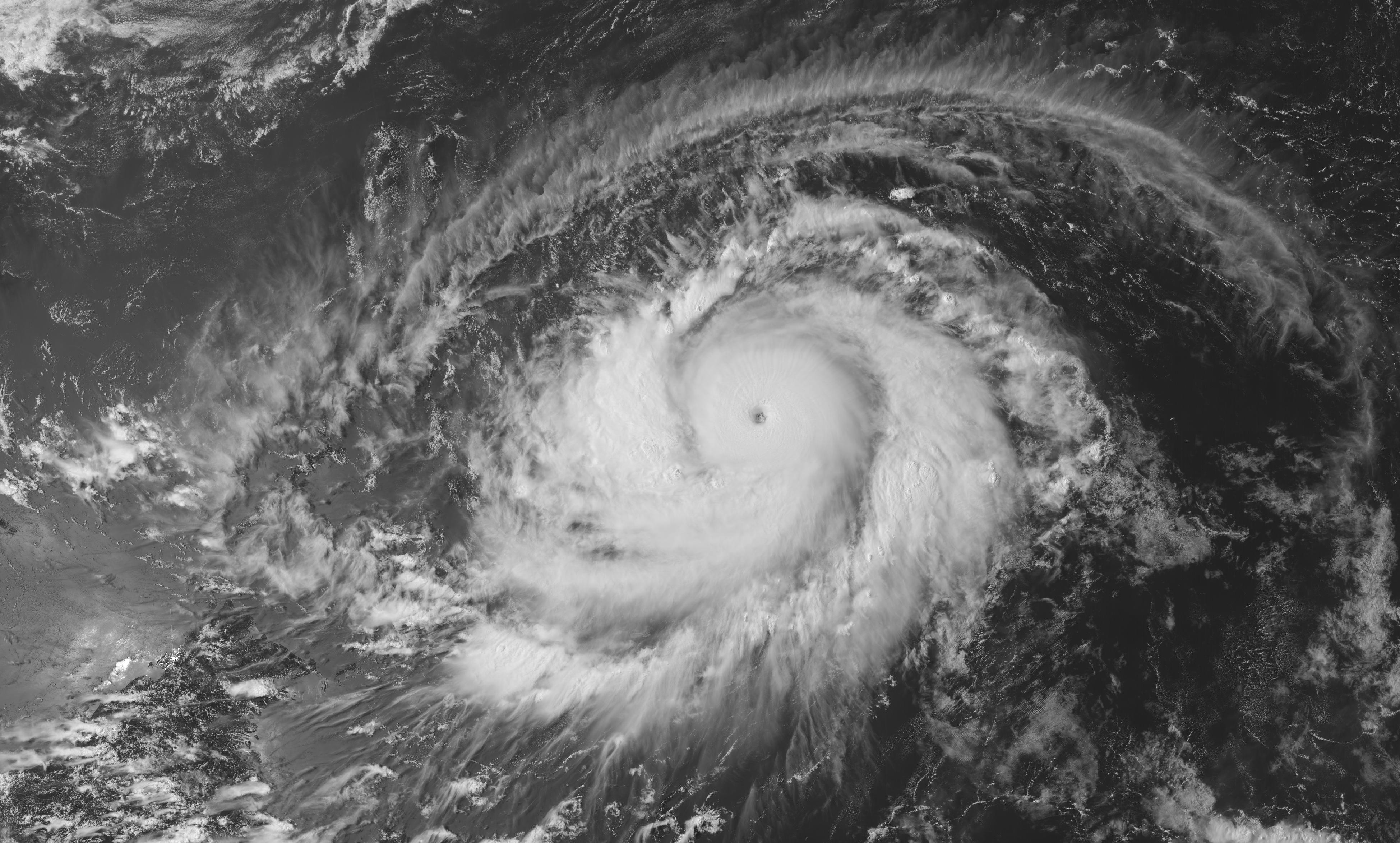
06:19

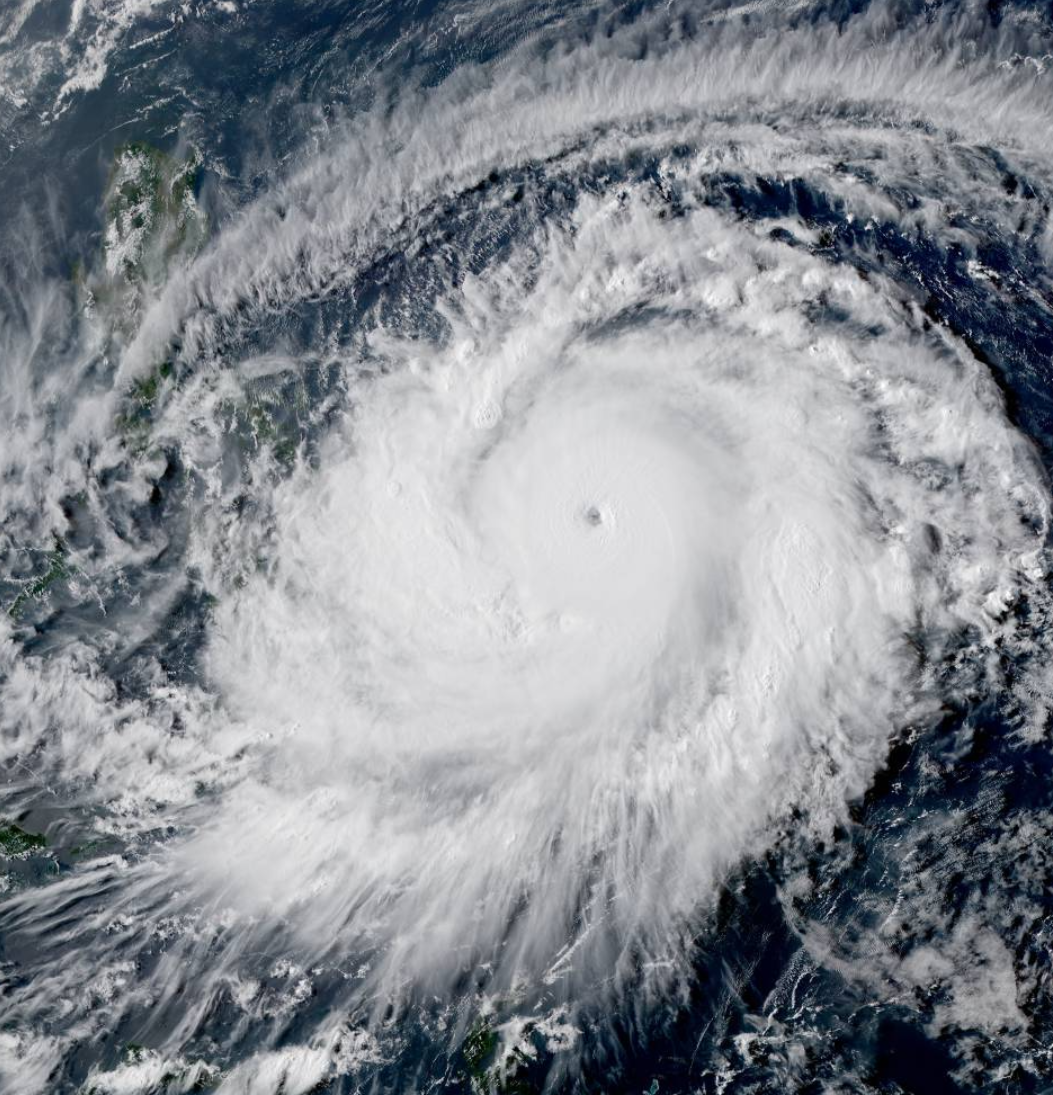
06:44

07-17:00 (GIF)

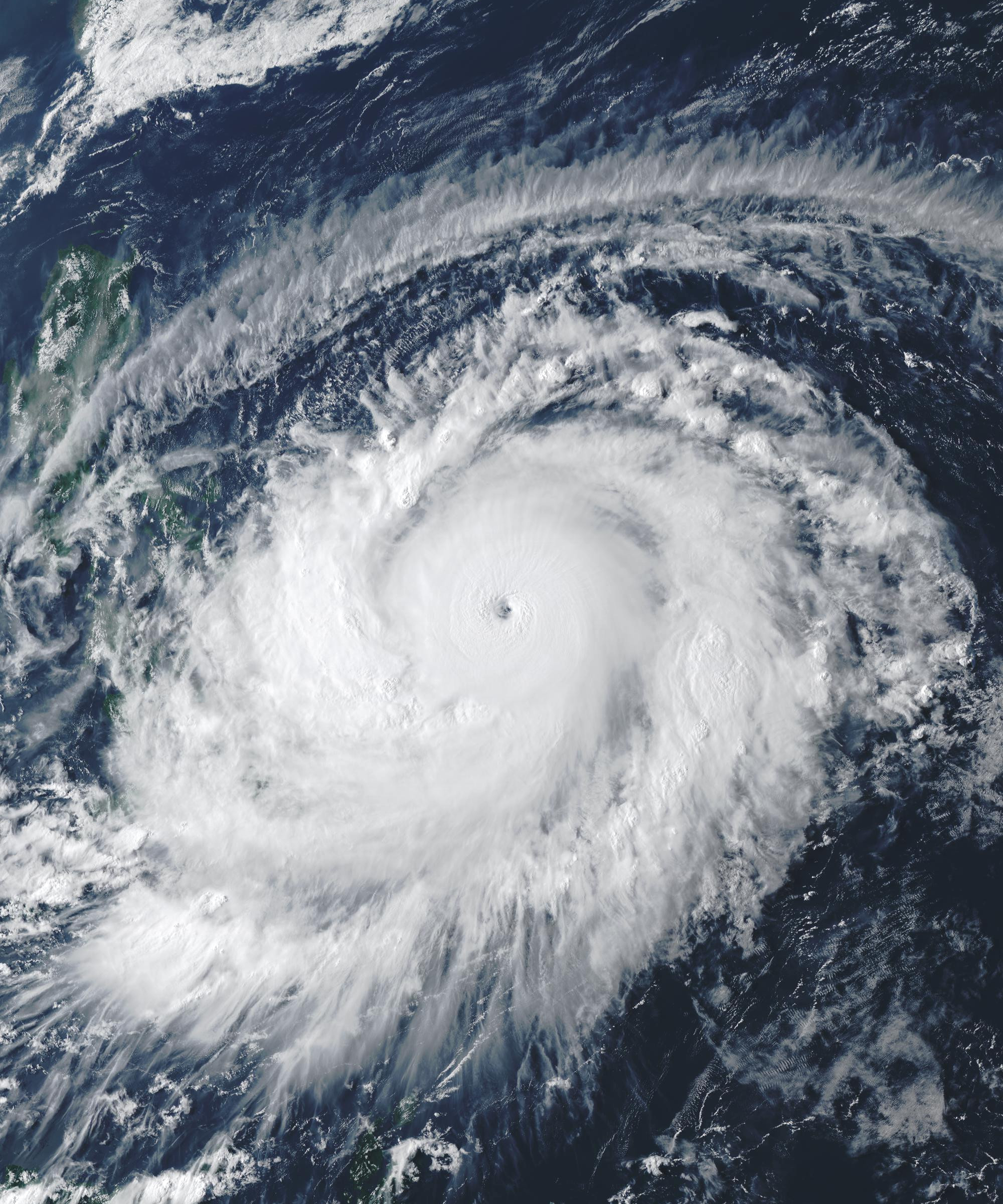
07:00

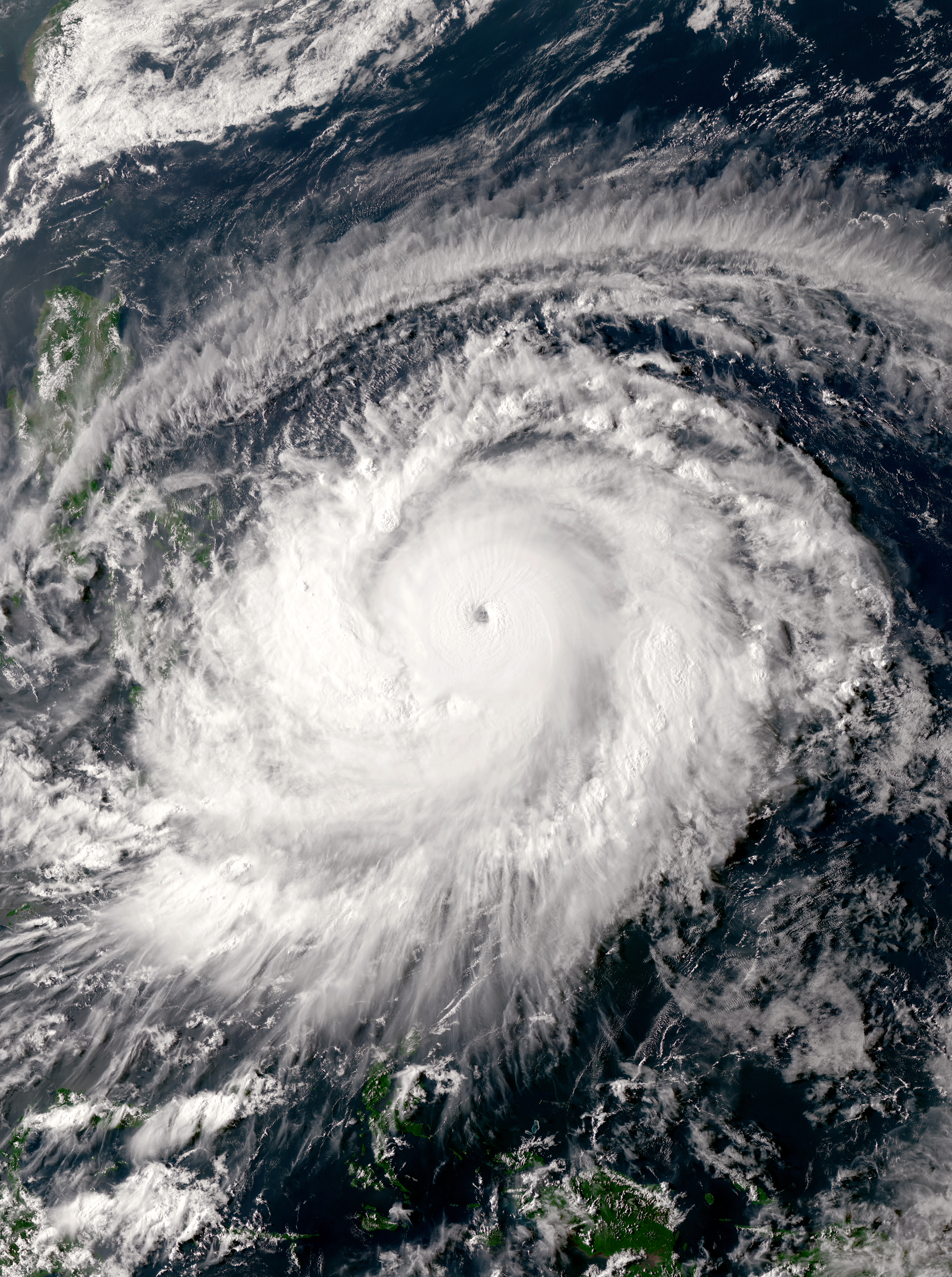
07:10

#### Trưa

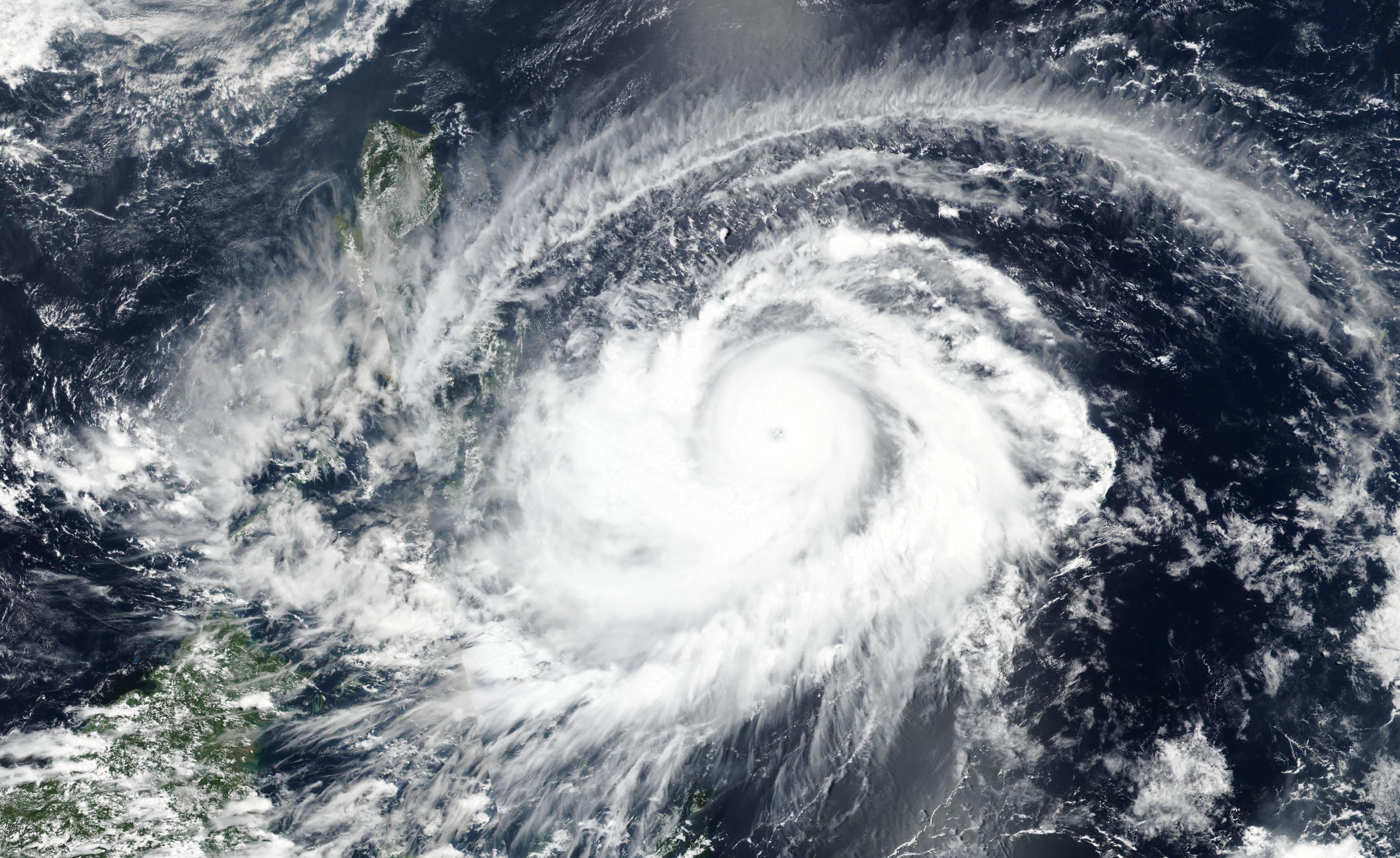
11:18

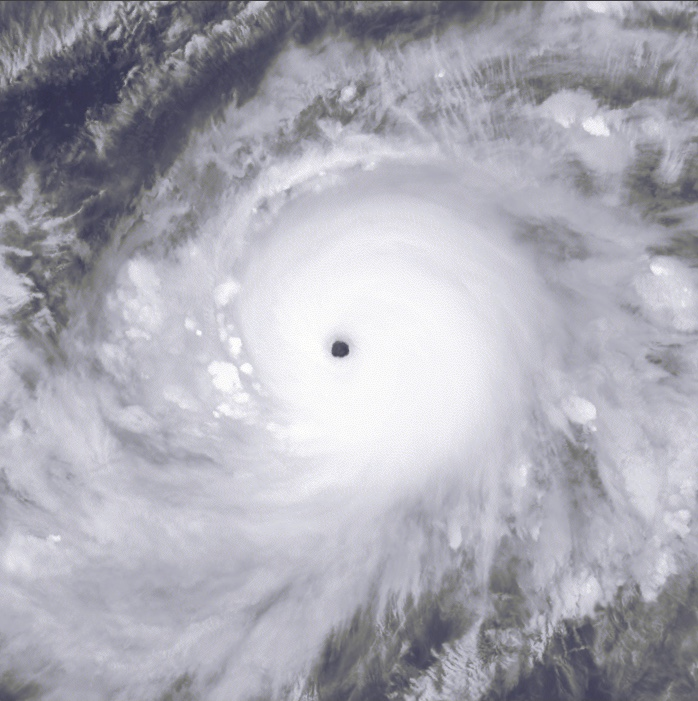
12:30 (cận mắt bão)

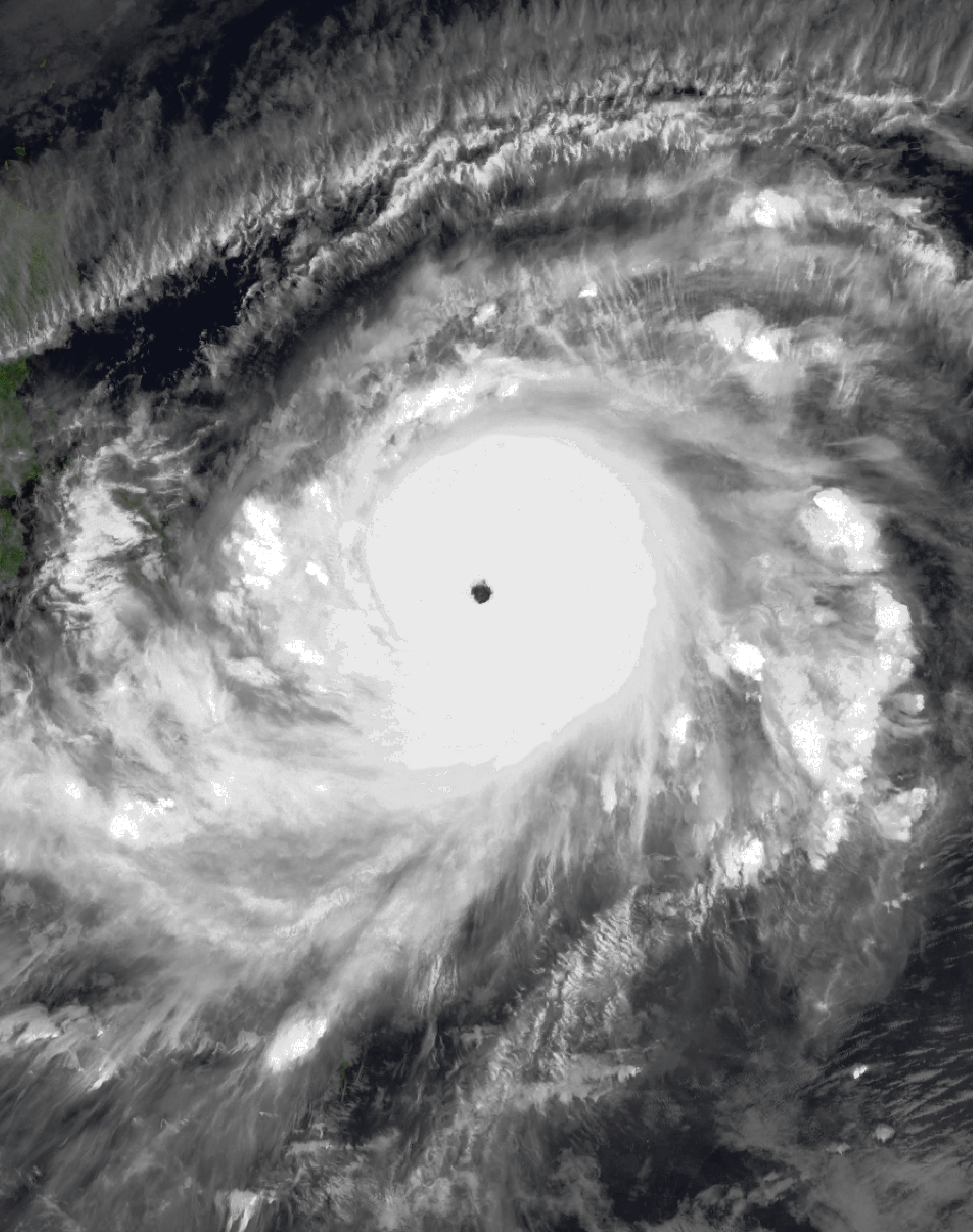
13:00

#### Chiều

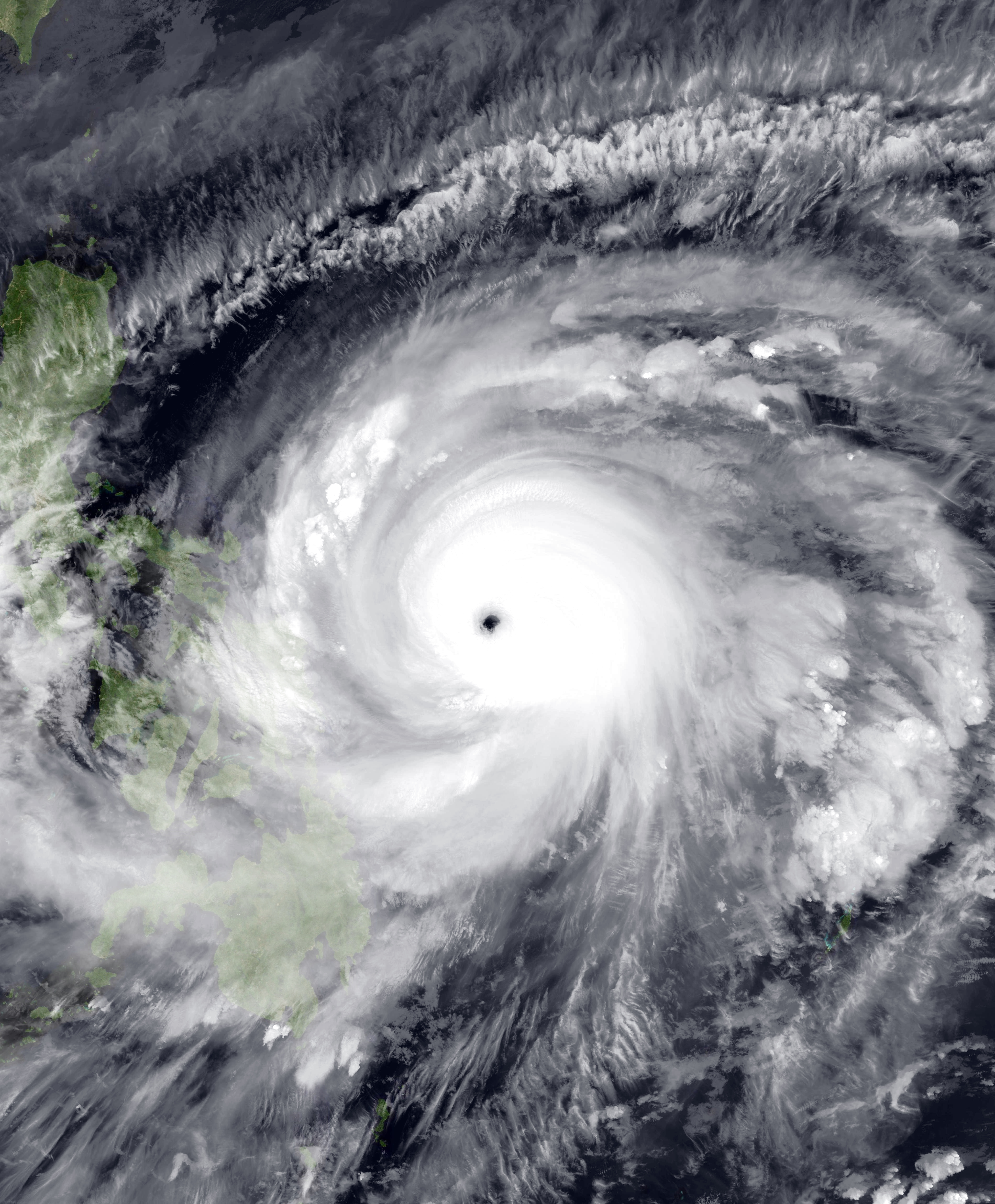
16:55 (Mạnh nhất)

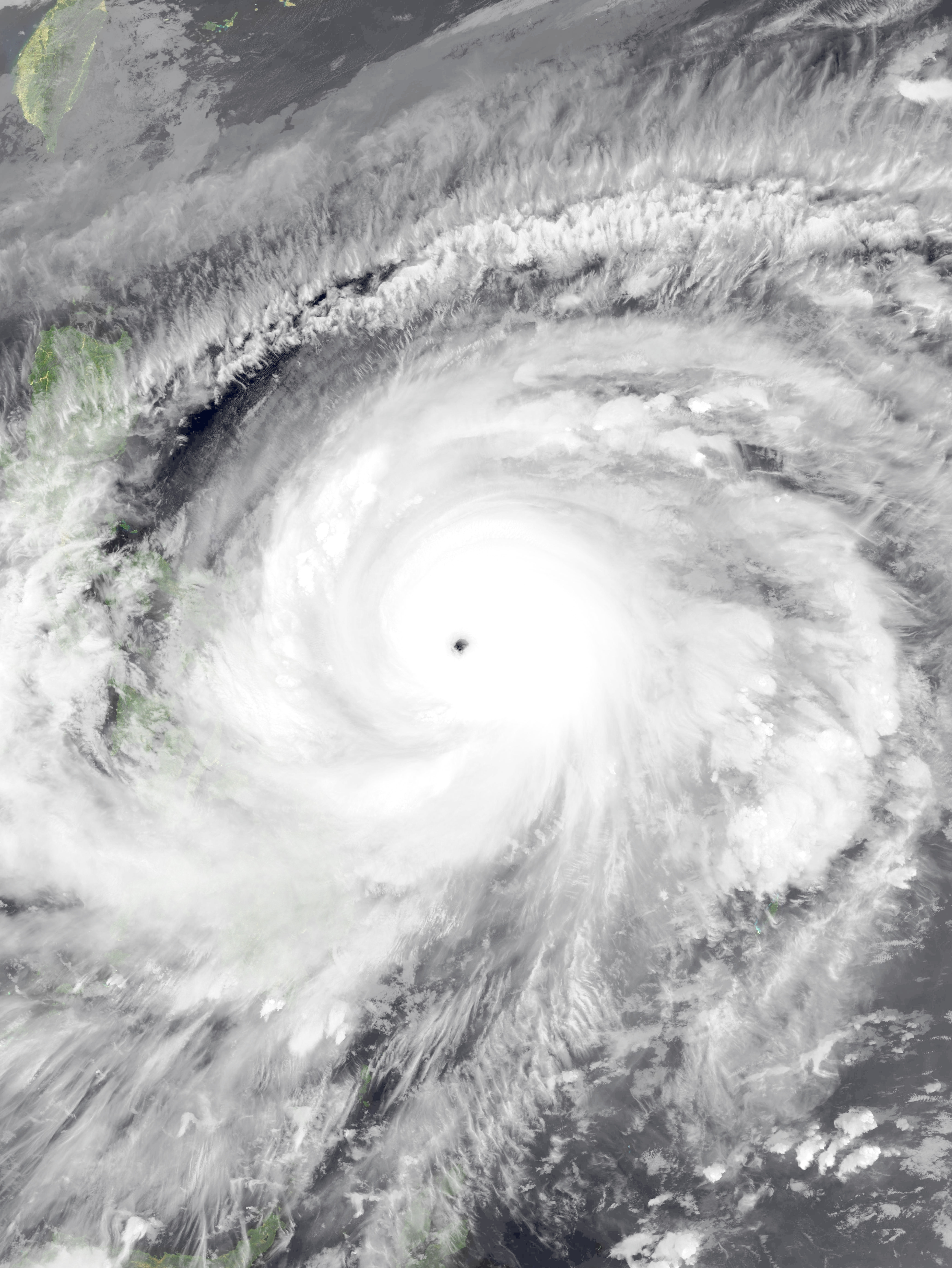
17:00 (Đang duy trì)

#### Tối

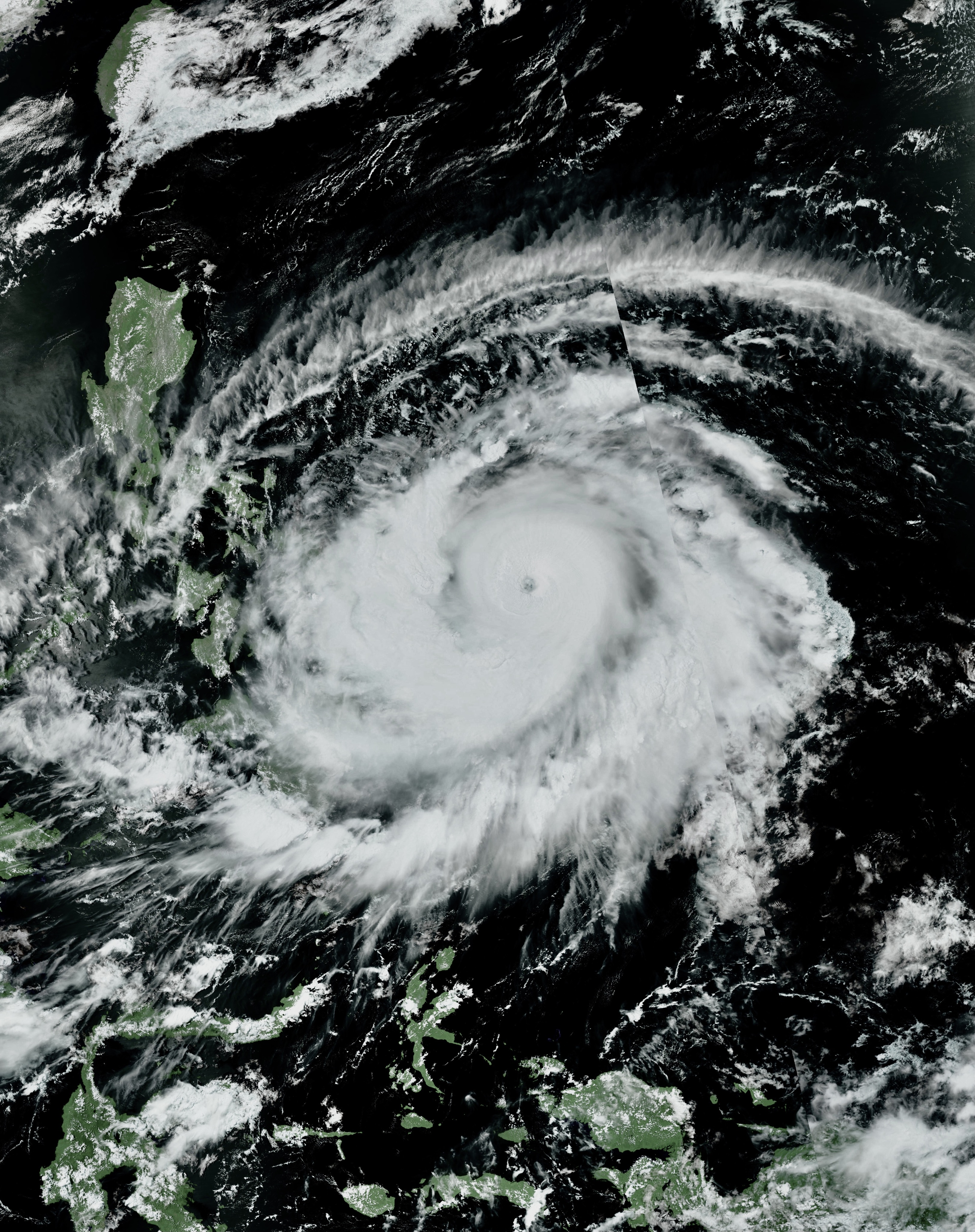
20:19

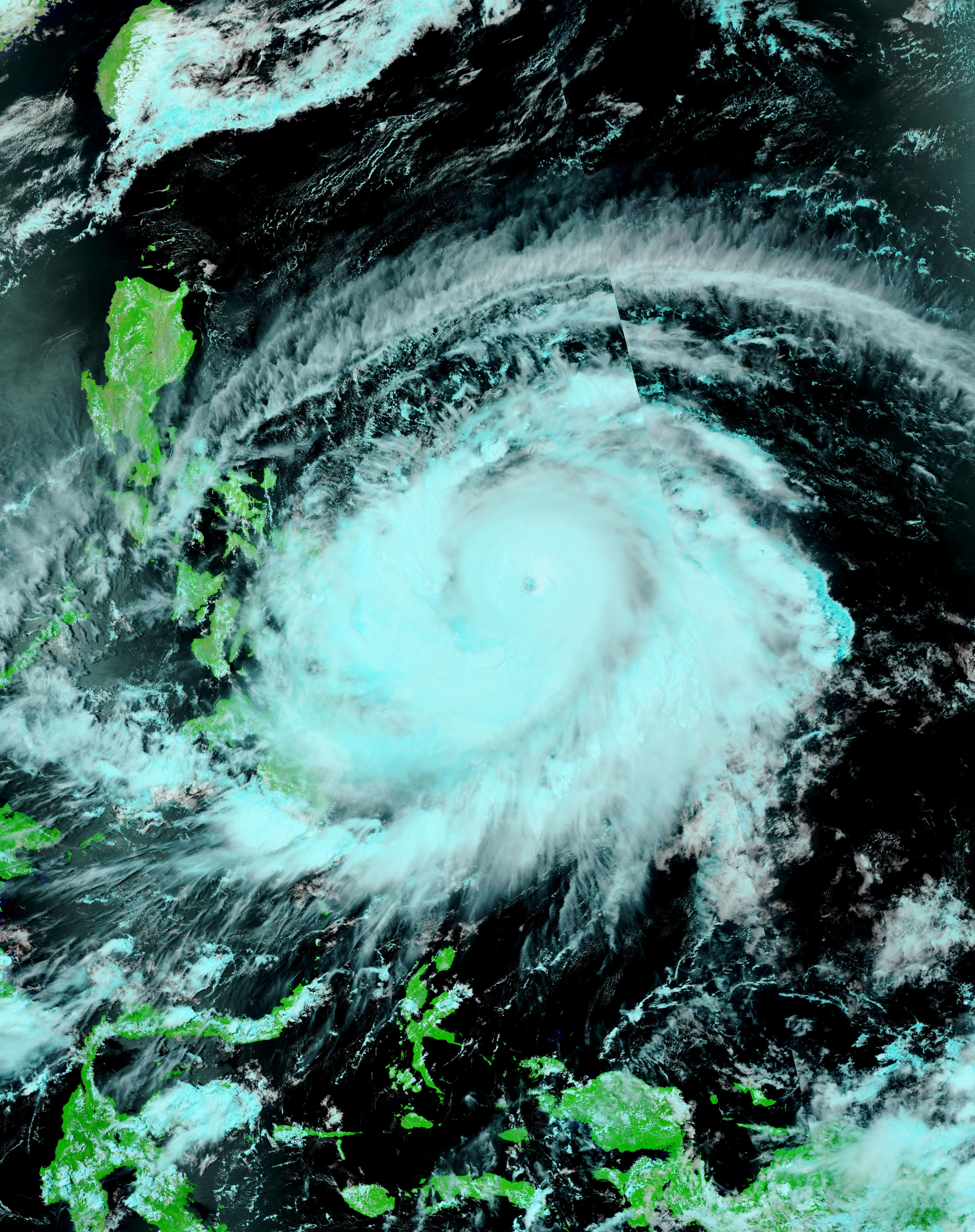
20:19 (được làm sáng)